# Liga Națională de handbal feminin 2014-2015
Liga Națională de handbal feminin 2014-2015 a fost a 57-a ediție a primului eșalon valoric al campionatului național de handbal feminin românesc, respectiv a 18-a ediție în sistemul Ligii Naționale. Competiția a fost organizată de Federația Română de Handbal (FRH). 
Sezonul 2014-2015 al Ligii Naționale de handbal feminin s-a desfășurat cu tur și retur și a marcat revenirea campionatului la un sistem cu 14 echipe. 

## Echipe participante
În afara celor 12 echipe rămase din ediția anterioară, au mai promovat din Divizia A echipele clasate pe locul 1 în cele două serii. Aceste echipe au fost CSM Unirea Slobozia, câștigătoare a seriei A, respectiv SC Mureșul Târgu Mureș, câștigătoare a seriei B.
Astfel, echipele care au participat în sezonul competițional 2014-2015 al Ligii Naționale de handbal feminin au fost:
| - HCM Baia Mare - ASC Corona 2010 Brașov - HC Dunărea Brăila - Universitatea Alexandrion Cluj - HCM Roman - HC Zalău - CSM București | - SCM Craiova - CSM Cetate Devatrans Deva - HCM Râmnicu Vâlcea - Universitatea Neptun Constanța - CSM Ploiești - CSM Unirea Slobozia - SC Mureșul Târgu Mureș |

## Clasament
|  | Echipe calificate în Play-off           |
|  | Echipe care au mers la turneul de baraj |
|  | Echipe retrogradate în Divizia A        |

Actualizat pe data de 31 mai 2015
| Clasamentul în timpul sezonului regulat | Fazele eliminatorii | Clasamentul final |
| --------------------------------------- | ------------------- | ----------------- |

| Poz. | Echipa                 | J  | V  | E | Î  | GM  | GP  | DG    | P  | Play-off / Play-out | Clasament provizoriu | Rezultate finale         |
| ---- | ---------------------- | -- | -- | - | -- | --- | --- | ----- | -- | ------------------- | -------------------- | ------------------------ |
| 1    | HCM Baia Mare          | 26 | 24 | 0 | 2  | 818 | 574 | + 244 | 72 | Play-off            | CSM București        | 1. CSM București         |
| 2    | CSM București1)        | 26 | 24 | 0 | 2  | 771 | 553 | + 218 | 71 | Play-off            | HCM Baia Mare        | 2. HCM Baia Mare         |
| 3    | Corona Brașov          | 26 | 19 | 3 | 4  | 741 | 587 | + 154 | 60 | Play-off            | Corona Brașov        | 3. Corona Brașov         |
| 4    | SCM Craiova            | 26 | 17 | 1 | 8  | 609 | 580 | + 29  | 52 | Play-off            | HCM Roman            | 4. HCM Roman             |
| 5    | HCM Roman              | 26 | 15 | 2 | 9  | 613 | 590 | + 23  | 47 | Play-off            | SCM Craiova          | 5. SCM Craiova           |
| 6    | HC Zalău               | 26 | 13 | 1 | 12 | 646 | 654 | - 8   | 40 | Play-off            | HC Dunărea Brăila    | 6. HC Dunărea Brăila     |
| 7    | HC Dunărea Brăila      | 26 | 12 | 1 | 13 | 702 | 719 | - 17  | 37 | Play-off            | HC Zalău             | 7. HC Zalău              |
| 8    | CSM Ploiești           | 26 | 12 | 1 | 13 | 612 | 640 | - 28  | 37 | Play-off            | CSM Ploiești         | 8. CSM Ploiești          |
| 9    | HCM Râmnicu Vâlcea     | 26 | 9  | 2 | 15 | 652 | 704 | - 52  | 29 | Play-out            | HCM Râmnicu Vâlcea   | 9. HCM Râmnicu Vâlcea    |
| 10   | CSM Cetate Deva        | 26 | 8  | 3 | 15 | 663 | 727 | - 65  | 27 | Play-out            | „U” Alexandrion Cluj | 10. „U” Alexandrion Cluj |
| 11   | „U” Alexandrion Cluj   | 26 | 8  | 2 | 16 | 708 | 794 | - 86  | 26 | Play-out            | CSM Unirea Slobozia  | 11. CSM Unirea Slobozia  |
| 12   | Neptun Constanța       | 26 | 6  | 2 | 18 | 604 | 687 | - 83  | 20 | Play-out            | CSM Cetate Deva      | 12. CSM Cetate Deva      |
| 13   | CSM Unirea Slobozia    | 26 | 6  | 0 | 20 | 628 | 719 | - 91  | 18 | Play-out            | Neptun Constanța     | 13. Neptun Constanța     |
| 14   | SC Mureșul Târgu Mureș | 26 | 0  | 0 | 26 | 588 | 827 | - 238 | 0  | Play-out            | SC Târgu Mureș       | 14. SC Târgu Mureș       |

1 Deși CSM București a învins pe teren SCM Craiova, scor 28-16 (13-8), clubul bucureștean a fost penalizat de FRH pentru lipsa ecusoanelor oficiale ale antrenorilor prin pierderea meciului la „masa verde” cu 0-10 și scăderea unui punct din clasament.

## Partide
Pe 16 mai 2014, Federația Română de Handbal a anunțat programul preliminar al desfășurării partidelor din sezonul 2014-2015.

## Rezultate în tur
Rezultate oficiale publicate de Federația Română de Handbal  și Liga Profesionistă de Handbal: 

### Etapa I
| 29 august 2014 DigiSport118:00 | SCM Craiova      | 21 - 32 | HCM Baia Mare | Sala Polivalentă, Craiova Asistență: 1.000 Arbitri: Vasilescu, Șerbu |
| 29 august 2014 DigiSport118:00 | Eidem, Tănăsie 4 | (7-17)  | Herrem 5      | Sala Polivalentă, Craiova Asistență: 1.000 Arbitri: Vasilescu, Șerbu |
| 29 august 2014 DigiSport118:00 | 1× 2×            | Cronica | 4× 3×         | Sala Polivalentă, Craiova Asistență: 1.000 Arbitri: Vasilescu, Șerbu |

| 30 august 2014 DigiSport212:30 | „U” Alexandrion Cluj | 29 - 29 | HCM Roman | Sala Sporturilor Horia Demian, Cluj Arbitri: Georgescu, Moldoveanu |
| 30 august 2014 DigiSport212:30 | Senocico 10          | (14-11) | Băbeanu 6 | Sala Sporturilor Horia Demian, Cluj Arbitri: Georgescu, Moldoveanu |
| 30 august 2014 DigiSport212:30 | 8×                   | Cronica | 6×        | Sala Sporturilor Horia Demian, Cluj Arbitri: Georgescu, Moldoveanu |

| 30 august 2014 DigiSport216:30 | HC Zalău                 | 19 - 26 | CSM București | Sala Sporturilor, Zalău Arbitri: Barbu, Ciurea |
| 30 august 2014 DigiSport216:30 | Constantinescu, Pintea 5 | (10-13) | Rodrigues 8   | Sala Sporturilor, Zalău Arbitri: Barbu, Ciurea |
| 30 august 2014 DigiSport216:30 | 7×                       | Cronica | 7×            | Sala Sporturilor, Zalău Arbitri: Barbu, Ciurea |

| 30 august 2014 DigiSport319:15 | CSM Ploiești   | 21 - 29 | Corona Brașov | Sala Sporturilor Olimpia, Ploiești Asistență: 400 Arbitri: Doană, Gociu |
| 30 august 2014 DigiSport319:15 | Roman, Șeiko 5 | (13-12) | Chiper 6      | Sala Sporturilor Olimpia, Ploiești Asistență: 400 Arbitri: Doană, Gociu |
| 30 august 2014 DigiSport319:15 | 3×             | Cronica | 3× 1×         | Sala Sporturilor Olimpia, Ploiești Asistență: 400 Arbitri: Doană, Gociu |

| 31 august 2014 11:00 | HC Dunărea Brăila | 36 - 23 | SC Mureșul Târgu Mureș | Sala Polivalentă „Danubius”, Brăila Asistență: 1.000 Arbitri: Gorina, Melencu |
| 31 august 2014 11:00 | Farcău 12         | (15-10) | Moloci 7               | Sala Polivalentă „Danubius”, Brăila Asistență: 1.000 Arbitri: Gorina, Melencu |
| 31 august 2014 11:00 | Cronica           |         |                        | Sala Polivalentă „Danubius”, Brăila Asistență: 1.000 Arbitri: Gorina, Melencu |

| 31 august 2014 11:00 | CSM Unirea Slobozia | 23 - 22 | HCM Râmnicu Vâlcea | Sala Sporturilor, Slobozia Arbitri: Mârza, Nedelea |
| 31 august 2014 11:00 | Moroianu 9          | (15-12) | Luca 12            | Sala Sporturilor, Slobozia Arbitri: Mârza, Nedelea |
| 31 august 2014 11:00 | 4×                  | Cronica | 4×                 | Sala Sporturilor, Slobozia Arbitri: Mârza, Nedelea |

| 31 august 2014 17:00 | CSM Cetate Deva | 31 - 28 | CSU Neptun Constanța | Sala Sporturilor, Deva Arbitri: Năstase, Stancu |
| 31 august 2014 17:00 | Cartaș 13       | (17-14) | Enescu 9             | Sala Sporturilor, Deva Arbitri: Năstase, Stancu |
| 31 august 2014 17:00 | 2×              | Cronica | 4×                   | Sala Sporturilor, Deva Arbitri: Năstase, Stancu |

### Etapa a II-a
| 3 septembrie 2014 17:30 | CSM București | 34 - 18 | CSM Unirea Slobozia | Sala Sporturilor Apollo, București Arbitri: Agliceriu, Arbunea |
| 3 septembrie 2014 17:30 | Rodrigues 9   | (15-7)  | Stănciulescu 5      | Sala Sporturilor Apollo, București Arbitri: Agliceriu, Arbunea |
| 3 septembrie 2014 17:30 | 2×            | Cronica | 2×                  | Sala Sporturilor Apollo, București Arbitri: Agliceriu, Arbunea |

| 3 septembrie 2014 DigiSport318:00 | HCM Baia Mare | 30 - 20 | CSM Ploiești | Sala Sporturilor Lascăr Pană, Baia Mare Arbitri: Gurbina, Stanciu |
| 3 septembrie 2014 DigiSport318:00 | Marin 7       | (13-10) | Șeiko 6      | Sala Sporturilor Lascăr Pană, Baia Mare Arbitri: Gurbina, Stanciu |
| 3 septembrie 2014 DigiSport318:00 | 3×            | Cronica | 4×           | Sala Sporturilor Lascăr Pană, Baia Mare Arbitri: Gurbina, Stanciu |

| 3 septembrie 2014 DigiSport319:30 | HC Dunărea Brăila | 33 - 23 | HC Zalău         | Sala Polivalentă „Danubius”, Brăila Arbitri: Stark, Ștefan |
| 3 septembrie 2014 DigiSport319:30 | Horjea 9          | (18-13) | Constantinescu 7 | Sala Polivalentă „Danubius”, Brăila Arbitri: Stark, Ștefan |
| 3 septembrie 2014 DigiSport319:30 | 3×                | Cronica | 2×               | Sala Polivalentă „Danubius”, Brăila Arbitri: Stark, Ștefan |

| 4 septembrie 2014 17:00 | SC Mureșul Târgu Mureș | 22 - 30 | CSU Neptun Constanța | Sala Sporturilor, Târgu Mureș Arbitri: Florescu, Stoia |
| 4 septembrie 2014 17:00 | Tamás 7                | (10-12) | Enescu 8             | Sala Sporturilor, Târgu Mureș Arbitri: Florescu, Stoia |
| 4 septembrie 2014 17:00 | 2×                     | Cronica | 3×                   | Sala Sporturilor, Târgu Mureș Arbitri: Florescu, Stoia |

| 4 septembrie 2014 18:00 | Corona Brașov | 36 - 19 | CSM Cetate Deva    | Sala Sporturilor Dumitru Popescu Colibași, Brașov Arbitri: Muntean, Turdean |
| 4 septembrie 2014 18:00 | Zamfir 7      | (20-12) | Simion, Petrinja 4 | Sala Sporturilor Dumitru Popescu Colibași, Brașov Arbitri: Muntean, Turdean |
| 4 septembrie 2014 18:00 | Cronica       |         |                    | Sala Sporturilor Dumitru Popescu Colibași, Brașov Arbitri: Muntean, Turdean |

| 4 septembrie 2014 DigiSport318:00 | HCM Roman  | 18 - 22 | SCM Craiova     | Sala Polivalentă, Roman Arbitri: Barbu, Manafu |
| 4 septembrie 2014 DigiSport318:00 | Tošković 5 | (7-11)  | Eidem, Pîrvuț 6 | Sala Polivalentă, Roman Arbitri: Barbu, Manafu |
| 4 septembrie 2014 DigiSport318:00 | 1×         | Cronica | 5×              | Sala Polivalentă, Roman Arbitri: Barbu, Manafu |

| 4 septembrie 2014 18:00 | HCM Râmnicu Vâlcea | 26 - 26 | „U” Alexandrion Cluj | Sala Sporturilor Traian, Râmnicu Vâlcea Asistență: 500 Arbitri: Drăgănescu, Eremia |
| 4 septembrie 2014 18:00 | Ilina, Luca 6      | (14-13) | Senocico 9           | Sala Sporturilor Traian, Râmnicu Vâlcea Asistență: 500 Arbitri: Drăgănescu, Eremia |
| 4 septembrie 2014 18:00 | 4×                 | Cronica | 3×                   | Sala Sporturilor Traian, Râmnicu Vâlcea Asistență: 500 Arbitri: Drăgănescu, Eremia |

### Etapa a III-a
| 7 septembrie 2014 11:00 | HC Zalău               | 27 - 25 | SC Mureșul Târgu Mureș | Sala Sporturilor, Zalău Arbitri: Drăgănescu, Eremia |
| 7 septembrie 2014 11:00 | Constantinescu, Trif 5 | (15-12) | Klimek 10              | Sala Sporturilor, Zalău Arbitri: Drăgănescu, Eremia |
| 7 septembrie 2014 11:00 | Cronica                |         |                        | Sala Sporturilor, Zalău Arbitri: Drăgănescu, Eremia |

| 7 septembrie 2014 11:00 | CSM Unirea Slobozia       | 27 - 29 | HC Dunărea Brăila | Sala Sporturilor, Slobozia Arbitri: Năstase, Stancu |
| 7 septembrie 2014 11:00 | Dăscălete, Nica, Drăguț 7 | (11-13) | Moldovan 10       | Sala Sporturilor, Slobozia Arbitri: Năstase, Stancu |
| 7 septembrie 2014 11:00 | Cronica                   |         |                   | Sala Sporturilor, Slobozia Arbitri: Năstase, Stancu |

| 7 septembrie 2014 11:00 | CSM Ploiești | 22 - 23 | HCM Roman               | Sala Sporturilor Olimpia, Ploiești Asistență: 300 Arbitri: Florescu, Stoia |
| 7 septembrie 2014 11:00 | Roman 11     | (11-10) | Agrigoroaiei, Băbeanu 6 | Sala Sporturilor Olimpia, Ploiești Asistență: 300 Arbitri: Florescu, Stoia |
| 7 septembrie 2014 11:00 | 4×           | Cronica | 6×                      | Sala Sporturilor Olimpia, Ploiești Asistență: 300 Arbitri: Florescu, Stoia |

| 7 septembrie 2014 12:00 | CSU Neptun Constanța | 18 - 21 | Corona Brașov | Sala Sporturilor, Constanța Arbitri: Velișca, Vlad |
| 7 septembrie 2014 12:00 | Enescu 8             | (7-11)  | Brădeanu 5    | Sala Sporturilor, Constanța Arbitri: Velișca, Vlad |
| 7 septembrie 2014 12:00 | Cronica              |         |               | Sala Sporturilor, Constanța Arbitri: Velișca, Vlad |

| 7 septembrie 2014 DigiSport113:00 | SCM Craiova | 24 - 18 | HCM Râmnicu Vâlcea | Sala Polivalentă, Craiova Asistență: 2.000 Arbitri: Georgescu, Moldoveanu |
| 7 septembrie 2014 DigiSport113:00 | Pîrvuț 6    | (15-11) | Ilina, Luca 5      | Sala Polivalentă, Craiova Asistență: 2.000 Arbitri: Georgescu, Moldoveanu |
| 7 septembrie 2014 DigiSport113:00 | Cronica     |         |                    | Sala Polivalentă, Craiova Asistență: 2.000 Arbitri: Georgescu, Moldoveanu |

| 7 septembrie 2014 DigiSport114:30 | CSM Cetate Deva | 28 - 32 | HCM Baia Mare | Sala Sporturilor, Deva Arbitri: Pârvu, Stamatoiu |
| 7 septembrie 2014 DigiSport114:30 | Cartaș 9        | (13-15) | Buceschi 12   | Sala Sporturilor, Deva Arbitri: Pârvu, Stamatoiu |
| 7 septembrie 2014 DigiSport114:30 | 3×              | Cronica | 5×            | Sala Sporturilor, Deva Arbitri: Pârvu, Stamatoiu |

| 8 septembrie 2014 DigiSport118:00 | „U” Alexandrion Cluj | 25 - 45 | CSM București | Sala Sporturilor Horia Demian, Cluj Arbitri: Băducu, Voicu |
| 8 septembrie 2014 DigiSport118:00 | Chintoan, Senocico 6 | (13-23) | Vărzaru 11    | Sala Sporturilor Horia Demian, Cluj Arbitri: Băducu, Voicu |
| 8 septembrie 2014 DigiSport118:00 | 2×                   | Cronica | 5×            | Sala Sporturilor Horia Demian, Cluj Arbitri: Băducu, Voicu |

### Etapa a IV-a
| 11 septembrie 2014 17:00 | HCM Baia Mare | 36 - 23 | CSU Neptun Constanța | Sala Sporturilor Lascăr Pană, Baia Mare Arbitri: Dobre, Potârniche |
| 11 septembrie 2014 17:00 | Buceschi 8    | (13-15) | Enescu 9             | Sala Sporturilor Lascăr Pană, Baia Mare Arbitri: Dobre, Potârniche |
| 11 septembrie 2014 17:00 | 5×            | Cronica | 4×                   | Sala Sporturilor Lascăr Pană, Baia Mare Arbitri: Dobre, Potârniche |

| 13 septembrie 2014 11:00 | HC Zalău         | 28 - 24 | CSM Unirea Slobozia | Sala Sporturilor, Zalău Arbitri: Nacu, Rucoi |
| 13 septembrie 2014 11:00 | Constantinescu 8 | (14-14) | Nica 8              | Sala Sporturilor, Zalău Arbitri: Nacu, Rucoi |
| 13 septembrie 2014 11:00 | Cronica          |         |                     | Sala Sporturilor, Zalău Arbitri: Nacu, Rucoi |

| 13 septembrie 2014 DigiSport215:30 | HC Dunărea Brăila | 33 - 31 | „U” Alexandrion Cluj | Sala Polivalentă „Danubius”, Brăila Arbitri: Florescu, Stoia |
| 13 septembrie 2014 DigiSport215:30 | Perianu 8         | (16-17) | Senocico 9           | Sala Polivalentă „Danubius”, Brăila Arbitri: Florescu, Stoia |
| 13 septembrie 2014 DigiSport215:30 | 2× 3×             | Cronica | 5× 3×                | Sala Polivalentă „Danubius”, Brăila Arbitri: Florescu, Stoia |

| 14 septembrie 2014 11:00 | HCM Roman | 30 - 26 | CSM Cetate Deva | Sala Polivalentă, Roman Arbitri: Șerbu, Vasilescu |
| 14 septembrie 2014 11:00 | Stoleru 8 | (14-15) | Cartaș 7        | Sala Polivalentă, Roman Arbitri: Șerbu, Vasilescu |
| 14 septembrie 2014 11:00 | 4×        | Cronica | 5×              | Sala Polivalentă, Roman Arbitri: Șerbu, Vasilescu |

| 14 septembrie 2014 11:00 | HCM Râmnicu Vâlcea | 27 - 21 | CSM Ploiești | Sala Sporturilor Traian, Râmnicu Vâlcea Arbitri: Năstase, Stancu |
| 14 septembrie 2014 11:00 | Adespii 6          | (14-12) | Șeiko 7      | Sala Sporturilor Traian, Râmnicu Vâlcea Arbitri: Năstase, Stancu |
| 14 septembrie 2014 11:00 | Cronica            |         |              | Sala Sporturilor Traian, Râmnicu Vâlcea Arbitri: Năstase, Stancu |

| 14 septembrie 2014 17:00 | SC Mureșul Târgu Mureș | 18 - 33 | Corona Brașov | Sala Sporturilor, Târgu Mureș Arbitri: Băban, Marta |
| 14 septembrie 2014 17:00 | Mrkić, Nagy 5          | (7-15)  | Hotea 6       | Sala Sporturilor, Târgu Mureș Arbitri: Băban, Marta |
| 14 septembrie 2014 17:00 | Cronica                |         |               | Sala Sporturilor, Târgu Mureș Arbitri: Băban, Marta |

| 14 septembrie 2014 DigiSport220:00 | CSM București         | 0 - 101) (28 - 16) | SCM Craiova | Sala Rapid, București Arbitri: Badiu, Barbu |
| 14 septembrie 2014 DigiSport220:00 | Rodrigues, da Silva 7 | (13-8)             | Eidem 5     | Sala Rapid, București Arbitri: Badiu, Barbu |
| 14 septembrie 2014 DigiSport220:00 | 2×                    | Cronica            | 4× 2×       | Sala Rapid, București Arbitri: Badiu, Barbu |

1) Deși CSM București a învins pe teren SCM Craiova, scor 28-16 (13-8), clubul bucureștean a fost penalizat de FRH pentru lipsa ecusoanelor oficiale ale antrenorilor. FRH a decis că CSM București va pierde meciul la „masa verde” cu 0-10 și i se va scădea suplimentar un punct din clasament.

### Etapa a V-a
| 17 septembrie 2014 DigiSport219:45 | Corona Brașov      | 29 - 28 | HCM Baia Mare | Sala Sporturilor Dumitru Popescu Colibași, Brașov Arbitri: Georgescu, Moldoveanu |
| 17 septembrie 2014 DigiSport219:45 | Brădeanu, Zamfir 6 | (13-15) | Buceschi 8    | Sala Sporturilor Dumitru Popescu Colibași, Brașov Arbitri: Georgescu, Moldoveanu |
| 17 septembrie 2014 DigiSport219:45 | 5× 3×              | Cronica | 4× 3×         | Sala Sporturilor Dumitru Popescu Colibași, Brașov Arbitri: Georgescu, Moldoveanu |

| 18 septembrie 2014 15:30 | CSU Neptun Constanța | 14 - 20 | HCM Roman | Sala Sporturilor, Constanța Arbitri: Agliceriu, Arbunea |
| 18 septembrie 2014 15:30 | Enescu 6             | (8-11)  | Stoleru 6 | Sala Sporturilor, Constanța Arbitri: Agliceriu, Arbunea |
| 18 septembrie 2014 15:30 | 3×                   | Cronica | 4×        | Sala Sporturilor, Constanța Arbitri: Agliceriu, Arbunea |

| 18 septembrie 2014 DigiSport216:45 | „U” Alexandrion Cluj       | 29 - 40 | HC Zalău | Sala Sporturilor Horia Demian, Cluj Arbitri: Harabagiu, Stănescu |
| 18 septembrie 2014 DigiSport216:45 | Chintoan, Ivan, Senocico 5 | (12-22) | Puiu 13  | Sala Sporturilor Horia Demian, Cluj Arbitri: Harabagiu, Stănescu |
| 18 septembrie 2014 DigiSport216:45 | Cronica                    |         |          | Sala Sporturilor Horia Demian, Cluj Arbitri: Harabagiu, Stănescu |

| 18 septembrie 2014 17:00 | CSM Unirea Slobozia | 28 - 25 | SC Mureșul Târgu Mureș  | Sala Sporturilor, Slobozia Arbitri: Gurbina, Stanciu |
| 18 septembrie 2014 17:00 | Moroianu, Nica 9    | (14-15) | Klimek, Moloci, Tamás 6 | Sala Sporturilor, Slobozia Arbitri: Gurbina, Stanciu |
| 18 septembrie 2014 17:00 | 3×                  | Cronica | 7×                      | Sala Sporturilor, Slobozia Arbitri: Gurbina, Stanciu |

| 18 septembrie 2014 18:00 | SCM Craiova | 22 - 16 | HC Dunărea Brăila | Sala Polivalentă, Craiova Arbitri: Doană, Gociu |
| 18 septembrie 2014 18:00 | Pîrvuț 8    | (5-13)  | Horjea 5          | Sala Polivalentă, Craiova Arbitri: Doană, Gociu |
| 18 septembrie 2014 18:00 | 3×          | Cronica | 4× 1×             | Sala Polivalentă, Craiova Arbitri: Doană, Gociu |

| 18 septembrie 2014 18:00 | CSM Ploiești       | 20 - 28 | CSM București | Sala Sporturilor Olimpia, Ploiești Asistență: 300 Arbitri: Cristea, Hagiu |
| 18 septembrie 2014 18:00 | Șeiko, Vlaškalić 5 | (9-16)  | Rodrigues 9   | Sala Sporturilor Olimpia, Ploiești Asistență: 300 Arbitri: Cristea, Hagiu |
| 18 septembrie 2014 18:00 | 3×                 | Cronica | 7×            | Sala Sporturilor Olimpia, Ploiești Asistență: 300 Arbitri: Cristea, Hagiu |

| 18 septembrie 2014 18:00 | CSM Cetate Deva | 27 - 27 | HCM Râmnicu Vâlcea | Sala Sporturilor, Deva Arbitri: Badiu, Barbu |
| 18 septembrie 2014 18:00 | Krnić 10        | (16-11) | Semedo 7           | Sala Sporturilor, Deva Arbitri: Badiu, Barbu |
| 18 septembrie 2014 18:00 |                 | Cronica | 1×                 | Sala Sporturilor, Deva Arbitri: Badiu, Barbu |

### Etapa a VI-a
| 20 septembrie 2014 DigiSport114:00 | SC Mureșul Târgu Mureș | 21 - 41 | HCM Baia Mare | Sala Sporturilor, Târgu Mureș Arbitri: Gal, Savu |
| 20 septembrie 2014 DigiSport114:00 | Moloci 6               | (8-19)  | Herrem 8      | Sala Sporturilor, Târgu Mureș Arbitri: Gal, Savu |
| 20 septembrie 2014 DigiSport114:00 | 5×                     | Cronica | 6×            | Sala Sporturilor, Târgu Mureș Arbitri: Gal, Savu |

| 21 septembrie 2014 11:00 | HCM Râmnicu Vâlcea | 27 - 26 | CSU Neptun Constanța | Sala Sporturilor Traian, Râmnicu Vâlcea Arbitri: Muntean, Turdean |
| 21 septembrie 2014 11:00 | Ilina 7            | (10-15) | Enescu 6             | Sala Sporturilor Traian, Râmnicu Vâlcea Arbitri: Muntean, Turdean |
| 21 septembrie 2014 11:00 | Cronica            |         |                      | Sala Sporturilor Traian, Râmnicu Vâlcea Arbitri: Muntean, Turdean |

| 21 septembrie 2014 DigiSport211:00 | CSM București | 36 - 25 | CSM Cetate Deva | Sala Apollo, București Asistență: 400 Arbitri: Dănuleț, Iordache |
| 21 septembrie 2014 DigiSport211:00 | Torstenson 6  | (22-12) | Malac 8         | Sala Apollo, București Asistență: 400 Arbitri: Dănuleț, Iordache |
| 21 septembrie 2014 DigiSport211:00 | 2×            | Cronica | 2×              | Sala Apollo, București Asistență: 400 Arbitri: Dănuleț, Iordache |

| 21 septembrie 2014 11:00 | HC Dunărea Brăila | 34 - 20 | CSM Ploiești | Sala Polivalentă „Danubius”, Brăila Asistență: 400 Arbitri: Șerbu, Vasilescu |
| 21 septembrie 2014 11:00 | Horjea 9          | (16-7)  | Roman 7      | Sala Polivalentă „Danubius”, Brăila Asistență: 400 Arbitri: Șerbu, Vasilescu |
| 21 septembrie 2014 11:00 | 4×                | Cronica | 5×           | Sala Polivalentă „Danubius”, Brăila Asistență: 400 Arbitri: Șerbu, Vasilescu |

| 21 septembrie 2014 11:00 | HC Zalău | 22 - 25 | SCM Craiova       | Sala Sporturilor, Zalău Arbitri: Florescu, Stoia |
| 21 septembrie 2014 11:00 | Rob 6    | (12-11) | Apipie, Tănăsie 6 | Sala Sporturilor, Zalău Arbitri: Florescu, Stoia |
| 21 septembrie 2014 11:00 | 3×       | Cronica | 5× 1×             | Sala Sporturilor, Zalău Arbitri: Florescu, Stoia |

| 21 septembrie 2014 11:00 | CSM Unirea Slobozia | 29 - 25 | „U” Alexandrion Cluj | Sala Sporturilor, Slobozia Arbitri: Dima, Gheorghiu |
| 21 septembrie 2014 11:00 | Nica 10             | (15-13) | Laslo 6              | Sala Sporturilor, Slobozia Arbitri: Dima, Gheorghiu |
| 21 septembrie 2014 11:00 | 5× 3×               | Cronica | 7× 3×                | Sala Sporturilor, Slobozia Arbitri: Dima, Gheorghiu |

| 22 septembrie 2014 DigiSport218:00 | HCM Roman  | 22 - 22 | Corona Brașov    | Sala Polivalentă, Roman Arbitri: Belean, Călina |
| 22 septembrie 2014 DigiSport218:00 | Tošković 9 | (13-12) | Pricopi, Tudor 4 | Sala Polivalentă, Roman Arbitri: Belean, Călina |
| 22 septembrie 2014 DigiSport218:00 | 3×         | Cronica | 2×               | Sala Polivalentă, Roman Arbitri: Belean, Călina |

### Etapa a VII-a
| 27 septembrie 2014 DigiSport111:30 | HCM Baia Mare | 26 - 15 | HCM Roman        | Sala Sporturilor Lascăr Pană, Baia Mare Arbitri: Năstase, Stancu |
| 27 septembrie 2014 DigiSport111:30 | Tiron 5       | (9-5)   | Druțu, Horobeț 4 | Sala Sporturilor Lascăr Pană, Baia Mare Arbitri: Năstase, Stancu |
| 27 septembrie 2014 DigiSport111:30 | 1× 2×         | Cronica | 2× 3×            | Sala Sporturilor Lascăr Pană, Baia Mare Arbitri: Năstase, Stancu |

| 27 septembrie 2014 DigiSport217:00 | „U” Alexandrion Cluj | 32 - 24 | SC Mureșul Târgu Mureș | Sala Sporturilor Horia Demian, Cluj Arbitri: Velișca, Vlad |
| 27 septembrie 2014 DigiSport217:00 | Laslo 8              | (16-14) | Moloci 14              | Sala Sporturilor Horia Demian, Cluj Arbitri: Velișca, Vlad |
| 27 septembrie 2014 DigiSport217:00 | 4× 3×                | Cronica | 8× 2×                  | Sala Sporturilor Horia Demian, Cluj Arbitri: Velișca, Vlad |

| 27 septembrie 2014 17:00 | SCM Craiova | 26 - 21 | CSM Unirea Slobozia | Sala Polivalentă, Craiova Arbitri: Agliceriu, Arbunea |
| 27 septembrie 2014 17:00 | Pîrvuț 9    | (12-11) | Drăguț 6            | Sala Polivalentă, Craiova Arbitri: Agliceriu, Arbunea |
| 27 septembrie 2014 17:00 | 5×          | Cronica | 4×                  | Sala Polivalentă, Craiova Arbitri: Agliceriu, Arbunea |

| 28 septembrie 2014 DigiSport211:30 | CSM Ploiești | 22 - 18 | HC Zalău | Sala Sporturilor Olimpia, Ploiești Asistență: 500 Arbitri: Barbu, Manafu |
| 28 septembrie 2014 DigiSport211:30 | Roman 6      | (11-7)  | Puiu 6   | Sala Sporturilor Olimpia, Ploiești Asistență: 500 Arbitri: Barbu, Manafu |
| 28 septembrie 2014 DigiSport211:30 | 6× 1×        | Cronica | 7×       | Sala Sporturilor Olimpia, Ploiești Asistență: 500 Arbitri: Barbu, Manafu |

| 28 septembrie 2014 12:00 | CSU Neptun Constanța | 22 - 41 | CSM București | Sala Sporturilor, Constanța Arbitri: Babău, Roibu |
| 28 septembrie 2014 12:00 | Enescu 10            | (11-20) | Martín 7      | Sala Sporturilor, Constanța Arbitri: Babău, Roibu |
| 28 septembrie 2014 12:00 | 2×                   | Cronica | 5×            | Sala Sporturilor, Constanța Arbitri: Babău, Roibu |

| 28 septembrie 2014 DigiSport217:00 | Corona Brașov | 40 - 22 | HCM Râmnicu Vâlcea | Sala Sporturilor Dumitru Popescu Colibași, Brașov Arbitri: Ilisei, Ifrim |
| 28 septembrie 2014 DigiSport217:00 | Brădeanu 10   | (19-13) | Luca 5             | Sala Sporturilor Dumitru Popescu Colibași, Brașov Arbitri: Ilisei, Ifrim |
| 28 septembrie 2014 DigiSport217:00 | Cronica       |         |                    | Sala Sporturilor Dumitru Popescu Colibași, Brașov Arbitri: Ilisei, Ifrim |

| 28 septembrie 2014 18:00 | CSM Cetate Deva | 25 - 23 | HC Dunărea Brăila | Sala Sporturilor, Deva Arbitri: Florescu, Stoia |
| 28 septembrie 2014 18:00 | Cartaș 10       | (14-10) | Czeczi, Perianu 6 | Sala Sporturilor, Deva Arbitri: Florescu, Stoia |
| 28 septembrie 2014 18:00 | Cronica         |         |                   | Sala Sporturilor, Deva Arbitri: Florescu, Stoia |

### Etapa a VIII-a
| 1 octombrie 2014 18:00 | HCM Râmnicu Vâlcea | 22 - 31 | HCM Baia Mare   | Sala Sporturilor Traian, Râmnicu Vâlcea Arbitri: Brebu, Ciobea |
| 1 octombrie 2014 18:00 | Luca 7             | (11-17) | Ardean-Elisei 6 | Sala Sporturilor Traian, Râmnicu Vâlcea Arbitri: Brebu, Ciobea |
| 1 octombrie 2014 18:00 | 3×                 | Cronica | 1×              | Sala Sporturilor Traian, Râmnicu Vâlcea Arbitri: Brebu, Ciobea |

| 1 octombrie 2014 DigiSport319:30 | CSM București | 25 - 19 | Corona Brașov | Sala Polivalentă, București Asistență: 2.000 Arbitri: Florescu, Stoia |
| 1 octombrie 2014 DigiSport319:30 | Torstenson 7  | (12-10) | Brădeanu 6    | Sala Polivalentă, București Asistență: 2.000 Arbitri: Florescu, Stoia |
| 1 octombrie 2014 DigiSport319:30 | Cronica       |         |               | Sala Polivalentă, București Asistență: 2.000 Arbitri: Florescu, Stoia |

| 2 octombrie 2014 17:00 | SC Mureșul Târgu Mureș | 22 - 27 | HCM Roman      | Sala Sporturilor, Târgu Mureș Arbitri: Doană, Gociu |
| 2 octombrie 2014 17:00 | Klimek, Moloci 8       | (15-11) | Agrigoroaiei 8 | Sala Sporturilor, Târgu Mureș Arbitri: Doană, Gociu |
| 2 octombrie 2014 17:00 | 3×                     | Cronica | 4×             | Sala Sporturilor, Târgu Mureș Arbitri: Doană, Gociu |

| 2 octombrie 2014 17:00 | HC Zalău      | 27 - 22 | CSM Cetate Deva | Sala Sporturilor, Zalău Arbitri: Pintea, Sas |
| 2 octombrie 2014 17:00 | Ciuciulete 10 | (15-10) | Cartaș 7        | Sala Sporturilor, Zalău Arbitri: Pintea, Sas |
| 2 octombrie 2014 17:00 | 3×            | Cronica | 3× 1×           | Sala Sporturilor, Zalău Arbitri: Pintea, Sas |

| 2 octombrie 2014 17:00 | CSM Unirea Slobozia | 18 - 26 | CSM Ploiești   | Sala Sporturilor, Slobozia Asistență: 400 Arbitri: Georgescu, Moldoveanu |
| 2 octombrie 2014 17:00 | Moroianu 4          | (7-17)  | Dincu, Roman 6 | Sala Sporturilor, Slobozia Asistență: 400 Arbitri: Georgescu, Moldoveanu |
| 2 octombrie 2014 17:00 | 3×                  | Cronica | 6×             | Sala Sporturilor, Slobozia Asistență: 400 Arbitri: Georgescu, Moldoveanu |

| 2 octombrie 2014 DigiSport317:00 | „U” Alexandrion Cluj | 21 - 25 | SCM Craiova | Sala Sporturilor Horia Demian, Cluj Asistență: 200 Arbitri: Șerbu, Vasilescu |
| 2 octombrie 2014 DigiSport317:00 | Laslo 5              | (7-16)  | Tănăsie 9   | Sala Sporturilor Horia Demian, Cluj Asistență: 200 Arbitri: Șerbu, Vasilescu |
| 2 octombrie 2014 DigiSport317:00 | 2×                   | Cronica | 4×          | Sala Sporturilor Horia Demian, Cluj Asistență: 200 Arbitri: Șerbu, Vasilescu |

| 2 octombrie 2014 18:00 | HC Dunărea Brăila | 31 - 28 | CSU Neptun Constanța | Sala Polivalentă „Danubius”, Brăila Arbitri: Blas, Ghiorghișor |
| 2 octombrie 2014 18:00 | Horjea 10         | (14-11) | Enescu 10            | Sala Polivalentă „Danubius”, Brăila Arbitri: Blas, Ghiorghișor |
| 2 octombrie 2014 18:00 | Cronica           |         |                      | Sala Polivalentă „Danubius”, Brăila Arbitri: Blas, Ghiorghișor |

### Etapa a IX-a
| 5 octombrie 2014 DigiSport117:15 | HCM Baia Mare | 24 - 21 | CSM București | Sala Sporturilor Lascăr Pană, Baia Mare Asistență: 2.500 Arbitri: Harabagiu, Stănescu |
| 5 octombrie 2014 DigiSport117:15 | Buceschi 6    | (12-11) | Torstenson 7  | Sala Sporturilor Lascăr Pană, Baia Mare Asistență: 2.500 Arbitri: Harabagiu, Stănescu |
| 5 octombrie 2014 DigiSport117:15 | 6× 2×         | Cronica | 3×            | Sala Sporturilor Lascăr Pană, Baia Mare Asistență: 2.500 Arbitri: Harabagiu, Stănescu |

| 18 octombrie 2014 DigiSport111:15 | Corona Brașov | 28 - 21 | HC Dunărea Brăila | Sala Sporturilor Dumitru Popescu Colibași, Brașov Arbitri: Din, Dinu |
| 18 octombrie 2014 DigiSport111:15 | Zamfir 8      | (17-13) | Farcău 11         | Sala Sporturilor Dumitru Popescu Colibași, Brașov Arbitri: Din, Dinu |
| 18 octombrie 2014 DigiSport111:15 | Cronica       |         |                   | Sala Sporturilor Dumitru Popescu Colibași, Brașov Arbitri: Din, Dinu |

| 18 octombrie 2014 16:00 | SCM Craiova | 25 - 21 | SC Mureșul Târgu Mureș | Sala Polivalentă, Craiova Arbitri: Dordea, State |
| 18 octombrie 2014 16:00 | Eidem 7     | (10-6)  | Mrkić 6                | Sala Polivalentă, Craiova Arbitri: Dordea, State |
| 18 octombrie 2014 16:00 | Cronica     |         |                        | Sala Polivalentă, Craiova Arbitri: Dordea, State |

| 19 octombrie 2014 11:00 | CSM Ploiești   | 31 - 28 | „U” Alexandrion Cluj | Sala Sporturilor Olimpia, Ploiești Asistență: 400 Arbitri: Florescu, Stoia |
| 19 octombrie 2014 11:00 | Șeiko, Șuțka 8 | (15-14) | Senocico 8           | Sala Sporturilor Olimpia, Ploiești Asistență: 400 Arbitri: Florescu, Stoia |
| 19 octombrie 2014 11:00 | 3×             | Cronica | 4×                   | Sala Sporturilor Olimpia, Ploiești Asistență: 400 Arbitri: Florescu, Stoia |

| 19 octombrie 2014 11:00 | HCM Roman      | 31 - 30 | HCM Râmnicu Vâlcea | Sala Polivalentă, Roman Arbitri: Barbu, Ciurea |
| 19 octombrie 2014 11:00 | Agrigoroaie 11 | (16-14) | Adespii, Luca 10   | Sala Polivalentă, Roman Arbitri: Barbu, Ciurea |
| 19 octombrie 2014 11:00 | 2×             | Cronica | 3×                 | Sala Polivalentă, Roman Arbitri: Barbu, Ciurea |

| 19 octombrie 2014 12:00 | CSU Neptun Constanța | 26 - 23 | HC Zalău | Sala Sporturilor, Constanța Arbitri: Băducu, Voicu |
| 19 octombrie 2014 12:00 | Enescu 11            | (12-9)  | Puiu 11  | Sala Sporturilor, Constanța Arbitri: Băducu, Voicu |
| 19 octombrie 2014 12:00 | 5×                   | Cronica | 4×       | Sala Sporturilor, Constanța Arbitri: Băducu, Voicu |

| 19 octombrie 2014 18:00 | CSM Cetate Deva | 31 - 29 | CSM Unirea Slobozia | Sala Sporturilor, Deva Arbitri: Năstase, Stancu |
| 19 octombrie 2014 18:00 | Simion 9        | (16-10) | Nica 10             | Sala Sporturilor, Deva Arbitri: Năstase, Stancu |
| 19 octombrie 2014 18:00 | Cronica         |         |                     | Sala Sporturilor, Deva Arbitri: Năstase, Stancu |

### Etapa a X-a
| 22 octombrie 2014 DigiSport217:15 | HC Dunărea Brăila | 21 - 30 | HCM Baia Mare   | Sala Polivalentă „Danubius”, Brăila Asistență: 1.300 Arbitri: Iliescu, Manea |
| 22 octombrie 2014 DigiSport217:15 | Horjea 7          | (12-18) | Ardean-Elisei 6 | Sala Polivalentă „Danubius”, Brăila Asistență: 1.300 Arbitri: Iliescu, Manea |
| 22 octombrie 2014 DigiSport217:15 |                   | Cronica | 4×              | Sala Polivalentă „Danubius”, Brăila Asistență: 1.300 Arbitri: Iliescu, Manea |

| 25 octombrie 2014 DigiSport211:00 | SCM Craiova | 26 - 22 | CSM Ploiești | Sala Polivalentă, Craiova Asistență: 400 Arbitri: Murariu, Tăbăcariu |
| 25 octombrie 2014 DigiSport211:00 | Pîrvuț 7    | (13-11) | Șeiko 9      | Sala Polivalentă, Craiova Asistență: 400 Arbitri: Murariu, Tăbăcariu |
| 25 octombrie 2014 DigiSport211:00 | 5×          | Cronica | 8× 1×        | Sala Polivalentă, Craiova Asistență: 400 Arbitri: Murariu, Tăbăcariu |

| 25 octombrie 2014 DigiSport212:30 | HC Zalău | 25 - 25 | Corona Brașov   | Sala Sporturilor, Zalău Arbitri: Mârza, Nedelea |
| 25 octombrie 2014 DigiSport212:30 | Puiu 11  | (12-13) | Zamfir, Hotea 8 | Sala Sporturilor, Zalău Arbitri: Mârza, Nedelea |
| 25 octombrie 2014 DigiSport212:30 | 2×       | Cronica | 5×              | Sala Sporturilor, Zalău Arbitri: Mârza, Nedelea |

| 26 octombrie 2014 DigiSport211:00 | CSM București | 23 - 20 | HCM Roman | Sala Rapid, București Arbitri: Drăgănescu, Eremia |
| 26 octombrie 2014 DigiSport211:00 | da Silva 5    | (12-12) | Băbeanu 6 | Sala Rapid, București Arbitri: Drăgănescu, Eremia |
| 26 octombrie 2014 DigiSport211:00 | 4×            | Cronica | 3×        | Sala Rapid, București Arbitri: Drăgănescu, Eremia |

| 26 octombrie 2014 11:00 | CSM Unirea Slobozia | 22 - 17 | CSU Neptun Constanța | Sala Sporturilor, Slobozia Arbitri: Dordea, State |
| 26 octombrie 2014 11:00 | Dăscălete 9         | (6-8)   | Enescu 6             | Sala Sporturilor, Slobozia Arbitri: Dordea, State |
| 26 octombrie 2014 11:00 | 3×                  | Cronica | 5×                   | Sala Sporturilor, Slobozia Arbitri: Dordea, State |

| 26 octombrie 2014 11:00 | „U” Alexandrion Cluj | 31 - 26 | CSM Cetate Deva | Sala Sporturilor Horia Demian, Cluj Arbitri: Din, Dinu |
| 26 octombrie 2014 11:00 | Laslo 9              | (15-13) | Simion 8        | Sala Sporturilor Horia Demian, Cluj Arbitri: Din, Dinu |
| 26 octombrie 2014 11:00 | 2×                   | Cronica | 3×              | Sala Sporturilor Horia Demian, Cluj Arbitri: Din, Dinu |

| 26 octombrie 2014 17:00 | SC Mureșul Târgu Mureș | 21 - 25 | HCM Râmnicu Vâlcea | Sala Sporturilor, Târgu Mureș Arbitri: Barbu, Manafu |
| 26 octombrie 2014 17:00 | Moloci 7               | (11-14) | Ilina 5            | Sala Sporturilor, Târgu Mureș Arbitri: Barbu, Manafu |
| 26 octombrie 2014 17:00 | Cronica                |         |                    | Sala Sporturilor, Târgu Mureș Arbitri: Barbu, Manafu |

### Etapa a XI-a
| 28 octombrie 2014 DigiSport17:30 | HCM Baia Mare | 30 - 24 | HC Zalău         | Sala Sporturilor Lascăr Pană, Baia Mare Arbitri: Gorina, Melencu |
| 28 octombrie 2014 DigiSport17:30 | Davîdenko 8   | (15-10) | Constantinescu 7 | Sala Sporturilor Lascăr Pană, Baia Mare Arbitri: Gorina, Melencu |
| 28 octombrie 2014 DigiSport17:30 | 3×            | Cronica | 6×               | Sala Sporturilor Lascăr Pană, Baia Mare Arbitri: Gorina, Melencu |

| 31 octombrie 2014 18:00 | CSM Cetate Deva | 21 - 23 | SCM Craiova | Sala Sporturilor, Deva Asistență: 300 Arbitri: Iliescu, Manea |
| 31 octombrie 2014 18:00 | Cartaș 7        | (15-9)  | Pîrvuț 5    | Sala Sporturilor, Deva Asistență: 300 Arbitri: Iliescu, Manea |
| 31 octombrie 2014 18:00 | Cronica         |         |             | Sala Sporturilor, Deva Asistență: 300 Arbitri: Iliescu, Manea |

| 1 noiembrie 2014 DigiSport11:30 | Corona Brașov    | 33 - 23 | CSM Unirea Slobozia | Sala Sporturilor Dumitru Popescu Colibași, Brașov Arbitri: Fânață, Hendrea |
| 1 noiembrie 2014 DigiSport11:30 | Chiper, Zamfir 8 | (13-11) | Carabulea 6         | Sala Sporturilor Dumitru Popescu Colibași, Brașov Arbitri: Fânață, Hendrea |
| 1 noiembrie 2014 DigiSport11:30 | Cronica          |         |                     | Sala Sporturilor Dumitru Popescu Colibași, Brașov Arbitri: Fânață, Hendrea |

| 2 noiembrie 2014 11:00 | CSM Ploiești   | 24 - 23 | SC Mureșul Târgu Mureș | Sala Sporturilor Olimpia, Ploiești Asistență: 300 Arbitri: Năstase, Stancu |
| 2 noiembrie 2014 11:00 | Preda, Șeiko 5 | (12-11) | Klimek 9               | Sala Sporturilor Olimpia, Ploiești Asistență: 300 Arbitri: Năstase, Stancu |
| 2 noiembrie 2014 11:00 | 9× 2×          | Cronica | 6×                     | Sala Sporturilor Olimpia, Ploiești Asistență: 300 Arbitri: Năstase, Stancu |

| 2 noiembrie 2014 DigiSport11:30 | HCM Roman  | 25 - 24 | HC Dunărea Brăila | Sala Polivalentă, Roman Arbitri: Pintea, Sas |
| 2 noiembrie 2014 DigiSport11:30 | Băbeanu 12 | (13-13) | Horjea 7          | Sala Polivalentă, Roman Arbitri: Pintea, Sas |
| 2 noiembrie 2014 DigiSport11:30 | Cronica    |         |                   | Sala Polivalentă, Roman Arbitri: Pintea, Sas |

| 2 noiembrie 2014 12:00 | CSU Neptun Constanța | 33 - 28 | „U” Alexandrion Cluj | Sala Sporturilor, Constanța Arbitri: Harabagiu, Stănescu |
| 2 noiembrie 2014 12:00 | Enescu, Tamaș 7      | (19-11) | Chintoan 10          | Sala Sporturilor, Constanța Arbitri: Harabagiu, Stănescu |
| 2 noiembrie 2014 12:00 | 4×                   | Cronica | 4×                   | Sala Sporturilor, Constanța Arbitri: Harabagiu, Stănescu |

| 2 noiembrie 2014 DigiSport20:00 | HCM Râmnicu Vâlcea | 22 - 35 | CSM București | Sala Sporturilor Traian, Râmnicu Vâlcea Asistență: 500 Arbitri: Florescu, Stoia |
| 2 noiembrie 2014 DigiSport20:00 | Luca 6             | (8-18)  | Torstenson 10 | Sala Sporturilor Traian, Râmnicu Vâlcea Asistență: 500 Arbitri: Florescu, Stoia |
| 2 noiembrie 2014 DigiSport20:00 | 1× 2×              | Cronica | 1× 3×         | Sala Sporturilor Traian, Râmnicu Vâlcea Asistență: 500 Arbitri: Florescu, Stoia |

### Etapa a XII-a
| 5 noiembrie 2014 DigiSport16:45 | CSM Unirea Slobozia | 21 - 33 | HCM Baia Mare | Sala Sporturilor, Slobozia Arbitri: Dobre, Potârniche |
| 5 noiembrie 2014 DigiSport16:45 | Nica 7              | (12-14) | Makeeva 10    | Sala Sporturilor, Slobozia Arbitri: Dobre, Potârniche |
| 5 noiembrie 2014 DigiSport16:45 | 1×                  | Cronica | 4×            | Sala Sporturilor, Slobozia Arbitri: Dobre, Potârniche |

| 9 noiembrie 2014 11:00 | HC Dunărea Brăila | 27 - 26 | HCM Râmnicu Vâlcea      | Sala Polivalentă „Danubius”, Brăila Asistență: 500 Arbitri: Doană, Gociu |
| 9 noiembrie 2014 11:00 | Moldovan 9        | (12-13) | Adespii, Bădiță, Luca 5 | Sala Polivalentă „Danubius”, Brăila Asistență: 500 Arbitri: Doană, Gociu |
| 9 noiembrie 2014 11:00 | 2×                | Cronica | 1×                      | Sala Polivalentă „Danubius”, Brăila Asistență: 500 Arbitri: Doană, Gociu |

| 9 noiembrie 2014 11:00 | HC Zalău | 24 - 17 | HCM Roman                         | Sala Sporturilor, Zalău Arbitri: Badiu, Barbu |
| 9 noiembrie 2014 11:00 | Puiu 9   | (13-12) | Băbeanu, Crap, Horobeț, Stoleru 3 | Sala Sporturilor, Zalău Arbitri: Badiu, Barbu |
| 9 noiembrie 2014 11:00 | Cronica  |         |                                   | Sala Sporturilor, Zalău Arbitri: Badiu, Barbu |

| 9 noiembrie 2014 DigiSport11:30 | CSM Ploiești       | 28 - 23 | CSM Cetate Deva | Sala Sporturilor Olimpia, Ploiești Asistență: 400 Arbitri: Drăgănescu, Eremia |
| 9 noiembrie 2014 DigiSport11:30 | Dincu, Vlaškalić 5 | (12-13) | Cartaș, Krnić 7 | Sala Sporturilor Olimpia, Ploiești Asistență: 400 Arbitri: Drăgănescu, Eremia |
| 9 noiembrie 2014 DigiSport11:30 | 1×                 | Cronica | 5×              | Sala Sporturilor Olimpia, Ploiești Asistență: 400 Arbitri: Drăgănescu, Eremia |

| 9 noiembrie 2014 DigiSport15:15 | „U” Alexandrion Cluj | 24 - 35 | Corona Brașov | Sala Polivalentă, Cluj Asistență: 2.000 Arbitri: Dănuleț, Iordache |
| 9 noiembrie 2014 DigiSport15:15 | Senocico 9           | (11-16) | Zamfir 10     | Sala Polivalentă, Cluj Asistență: 2.000 Arbitri: Dănuleț, Iordache |
| 9 noiembrie 2014 DigiSport15:15 | Cronica              |         |               | Sala Polivalentă, Cluj Asistență: 2.000 Arbitri: Dănuleț, Iordache |

| 9 noiembrie 2014 17:00 | SC Mureșul Târgu Mureș | 18 - 26 | CSM București             | Sala Sporturilor, Târgu Mureș Arbitri: Constantin, Iacob |
| 9 noiembrie 2014 17:00 | Klimek 7               | (12-6)  | Glibko, Martín, Vărzaru 5 | Sala Sporturilor, Târgu Mureș Arbitri: Constantin, Iacob |
| 9 noiembrie 2014 17:00 | 2×                     | Cronica | 5×                        | Sala Sporturilor, Târgu Mureș Arbitri: Constantin, Iacob |

| 9 noiembrie 2014 18:00 | SCM Craiova | 29 - 24 | CSU Neptun Constanța | Sala Polivalentă, Craiova Asistență: 2.500 Arbitri: Barbu, Manafu |
| 9 noiembrie 2014 18:00 | Eidem 9     | (15-9)  | Enescu 7             | Sala Polivalentă, Craiova Asistență: 2.500 Arbitri: Barbu, Manafu |
| 9 noiembrie 2014 18:00 | Cronica     |         |                      | Sala Polivalentă, Craiova Asistență: 2.500 Arbitri: Barbu, Manafu |

### Etapa a XIII-a
| 12 noiembrie 2014 DigiSport317:00 | HCM Baia Mare | 35 - 25 | „U” Alexandrion Cluj | Sala Sporturilor Lascăr Pană, Baia Mare Arbitri: Muntean, Turdean |
| 12 noiembrie 2014 DigiSport317:00 | Herrem 7      | (18-14) | Senocico 8           | Sala Sporturilor Lascăr Pană, Baia Mare Arbitri: Muntean, Turdean |
| 12 noiembrie 2014 DigiSport317:00 | 3×            | Cronica | 3×                   | Sala Sporturilor Lascăr Pană, Baia Mare Arbitri: Muntean, Turdean |

| 14 noiembrie 2014 18:00 | CSM Cetate Deva | 34 - 26 | SC Mureșul Târgu Mureș | Sala Sporturilor, Deva Arbitri: Fânață, Hendrea |
| 14 noiembrie 2014 18:00 | Simion 12       | (18-11) | Klimek 9               | Sala Sporturilor, Deva Arbitri: Fânață, Hendrea |
| 14 noiembrie 2014 18:00 | Cronica         |         |                        | Sala Sporturilor, Deva Arbitri: Fânață, Hendrea |

| 15 noiembrie 2014 11:00 | HCM Râmnicu Vâlcea | 28 - 23 | HC Zalău | Sala Sporturilor Traian, Râmnicu Vâlcea Asistență: 500 Arbitri: Blas, Ghiorghișor |
| 15 noiembrie 2014 11:00 | Ilina 8            | (12-11) | Puiu 9   | Sala Sporturilor Traian, Râmnicu Vâlcea Asistență: 500 Arbitri: Blas, Ghiorghișor |
| 15 noiembrie 2014 11:00 | Cronica            |         |          | Sala Sporturilor Traian, Râmnicu Vâlcea Asistență: 500 Arbitri: Blas, Ghiorghișor |

| 15 noiembrie 2014 DigiSport111:00 | CSM București | 35 - 26 | HC Dunărea Brăila | Sala Rapid, București Arbitri: Vlad, Velișca |
| 15 noiembrie 2014 DigiSport111:00 | Rodrigues 8   | (20-13) | Perianu 9         | Sala Rapid, București Arbitri: Vlad, Velișca |
| 15 noiembrie 2014 DigiSport111:00 | 4× 2×         | Cronica | 5× 3×             | Sala Rapid, București Arbitri: Vlad, Velișca |

| 16 noiembrie 2014 12:00 | CSU Neptun Constanța | 20 - 25 | CSM Ploiești | Sala Sporturilor, Constanța Asistență: 400 Arbitri: Florescu, Stoia |
| 16 noiembrie 2014 12:00 | Enescu 7             | (9-14)  | Șeiko 6      | Sala Sporturilor, Constanța Asistență: 400 Arbitri: Florescu, Stoia |
| 16 noiembrie 2014 12:00 | 1×                   | Cronica | 3×           | Sala Sporturilor, Constanța Asistență: 400 Arbitri: Florescu, Stoia |

| 19 noiembrie 2014 18:00 | Corona Brașov | 24 - 17 | SCM Craiova | Sala Sporturilor Dumitru Popescu Colibași, Brașov Arbitri: Agliceriu, Arbunea |
| 19 noiembrie 2014 18:00 | Brădeanu 6    | (14-11) | Eidem 7     | Sala Sporturilor Dumitru Popescu Colibași, Brașov Arbitri: Agliceriu, Arbunea |
| 19 noiembrie 2014 18:00 | Cronica       |         |             | Sala Sporturilor Dumitru Popescu Colibași, Brașov Arbitri: Agliceriu, Arbunea |

| 20 noiembrie 2014 17:00 | HCM Roman          | 27 - 20 | CSM Unirea Slobozia | Sala Polivalentă, Roman Arbitri: Băban, Marta |
| 20 noiembrie 2014 17:00 | Iuganu, Tošković 6 | (13-9)  | Carabulea 6         | Sala Polivalentă, Roman Arbitri: Băban, Marta |
| 20 noiembrie 2014 17:00 | 1×                 | Cronica | 2×                  | Sala Polivalentă, Roman Arbitri: Băban, Marta |

### Clasamentul la finalul turului
Valabil la finalul turului, pe 20 noiembrie 2014
| Poz. | Echipa                 | J  | V  | E | Î  | GM  | GP  | DG    | P  |
| ---- | ---------------------- | -- | -- | - | -- | --- | --- | ----- | -- |
| 1    | HCM Baia Mare          | 13 | 12 | 0 | 1  | 408 | 291 | + 117 | 36 |
| 2    | SCM Craiova            | 13 | 11 | 0 | 2  | 295 | 260 | + 35  | 33 |
| 3    | CSM București1)        | 13 | 11 | 0 | 2  | 375 | 268 | + 107 | 32 |
| 4    | Corona Brașov          | 13 | 10 | 2 | 1  | 374 | 283 | + 91  | 32 |
| 5    | HCM Roman              | 13 | 7  | 2 | 4  | 304 | 304 | 0     | 23 |
| 6    | HC Dunărea Brăila      | 13 | 7  | 0 | 6  | 354 | 343 | + 11  | 21 |
| 7    | CSM Ploiești           | 13 | 6  | 0 | 7  | 302 | 327 | - 25  | 18 |
| 8    | HC Zalău               | 13 | 5  | 1 | 7  | 323 | 332 | - 9   | 16 |
| 9    | HCM Râmnicu Vâlcea     | 13 | 4  | 2 | 7  | 322 | 355 | - 33  | 14 |
| 10   | CSM Cetate Deva        | 13 | 4  | 1 | 8  | 338 | 376 | - 38  | 13 |
| 11   | CSM Unirea Slobozia    | 13 | 4  | 0 | 9  | 303 | 356 | - 53  | 12 |
| 12   | Neptun Constanța       | 13 | 3  | 0 | 10 | 309 | 356 | - 47  | 9  |
| 13   | „U” Alexandrion Cluj   | 13 | 2  | 2 | 9  | 354 | 411 | - 57  | 8  |
| 14   | SC Mureșul Târgu Mureș | 13 | 0  | 0 | 13 | 289 | 388 | - 99  | 0  |

1 Deși CSM București a învins pe teren SCM Craiova, scor 28-16 (13-8), clubul bucureștean a fost penalizat de FRH pentru lipsa ecusoanelor oficiale ale antrenorilor prin pierderea meciului la „masa verde” cu 0-10 și scăderea unui punct din clasament.

## Rezultate în retur

### Etapa a XIV-a
| 9 ianuarie 2015 DigiSport19:30 | CSM București | 28 - 20 | HC Zalău         | Sala Dinamo, București Arbitri: Florescu, Stoia |
| 9 ianuarie 2015 DigiSport19:30 | Rodrigues 5   | (10-11) | Constantinescu 8 | Sala Dinamo, București Arbitri: Florescu, Stoia |
| 9 ianuarie 2015 DigiSport19:30 | 2×            | Cronica | 3×               | Sala Dinamo, București Arbitri: Florescu, Stoia |

| 10 ianuarie 2015 11:00 | HCM Râmnicu Vâlcea | 27 - 19 | CSM Unirea Slobozia | Sala Sporturilor Traian, Râmnicu Vâlcea Arbitri: Din, Dinu |
| 10 ianuarie 2015 11:00 | Ilina 8            | (14-9)  | Moroianu 8          | Sala Sporturilor Traian, Râmnicu Vâlcea Arbitri: Din, Dinu |
| 10 ianuarie 2015 11:00 | 4×                 | Cronica | 3×                  | Sala Sporturilor Traian, Râmnicu Vâlcea Arbitri: Din, Dinu |

| 10 ianuarie 2015 DigiSport15:15 | HCM Roman                   | 26 - 24 | „U” Alexandrion Cluj | Sala Polivalentă, Roman Arbitri: Năstase, Stancu |
| 10 ianuarie 2015 DigiSport15:15 | Băbeanu, Iuganu, Tošković 5 | (12-11) | Chintoan 7           | Sala Polivalentă, Roman Arbitri: Năstase, Stancu |
| 10 ianuarie 2015 DigiSport15:15 | 1×                          | Cronica | 3×                   | Sala Polivalentă, Roman Arbitri: Năstase, Stancu |

| 11 ianuarie 2015 15:00 | SC Mureșul Târgu Mureș | 23 - 30 | HC Dunărea Brăila | Sala Sporturilor, Târgu Mureș Arbitri: Fînață, Hendrea |
| 11 ianuarie 2015 15:00 | Moldovan 10            | (7-15)  | Moloci 12         | Sala Sporturilor, Târgu Mureș Arbitri: Fînață, Hendrea |
| 11 ianuarie 2015 15:00 | Cronica                |         |                   | Sala Sporturilor, Târgu Mureș Arbitri: Fînață, Hendrea |

| 11 ianuarie 2015 15:00 | CSU Neptun Constanța | 22 - 22 | CSM Cetate Deva | Sala Sporturilor, Constanța Arbitri: Iliescu, Manea |
| 11 ianuarie 2015 15:00 | Enescu 9             | (11-12) | Cartaș 8        | Sala Sporturilor, Constanța Arbitri: Iliescu, Manea |
| 11 ianuarie 2015 15:00 | 1×                   | Cronica |                 | Sala Sporturilor, Constanța Arbitri: Iliescu, Manea |

| 11 ianuarie 2015 DigiSport19:30 | HCM Baia Mare    | 28 - 15 | SCM Craiova  | Sala Sporturilor Lascăr Pană, Baia Mare Arbitri: Stark, Ștefan |
| 11 ianuarie 2015 DigiSport19:30 | do Nascimento 11 | (10-7)  | Zamfirescu 4 | Sala Sporturilor Lascăr Pană, Baia Mare Arbitri: Stark, Ștefan |
| 11 ianuarie 2015 DigiSport19:30 | 4×               | Cronica | 4×           | Sala Sporturilor Lascăr Pană, Baia Mare Arbitri: Stark, Ștefan |

| 12 ianuarie 2015 DigiSport218:00 | Corona Brașov | 22 - 21 | CSM Ploiești | Sala Sporturilor Dumitru Popescu Colibași, Brașov Asistență: 1.000 Arbitri: Șerbu, Vasilescu |
| 12 ianuarie 2015 DigiSport218:00 | Zamfir 7      | (12-13) | Șeiko 6      | Sala Sporturilor Dumitru Popescu Colibași, Brașov Asistență: 1.000 Arbitri: Șerbu, Vasilescu |
| 12 ianuarie 2015 DigiSport218:00 | 3× 2×         | Cronica | 6× 3×        | Sala Sporturilor Dumitru Popescu Colibași, Brașov Asistență: 1.000 Arbitri: Șerbu, Vasilescu |

### Etapa a XV-a
| 16 ianuarie 2015 17:00 | CSM Unirea Slobozia | 24 - 29 | CSM București | Sala Sporturilor, Slobozia Arbitri: Georgescu, Moldoveanu |
| 16 ianuarie 2015 17:00 | Artean 5            | (11-11) | Glibko 8      | Sala Sporturilor, Slobozia Arbitri: Georgescu, Moldoveanu |
| 16 ianuarie 2015 17:00 | 2×                  | Cronica | 3×            | Sala Sporturilor, Slobozia Arbitri: Georgescu, Moldoveanu |

| 16 ianuarie 2015 DigiSport118:00 | CSM Cetate Deva | 27 - 27 | Corona Brașov | Sala Sporturilor, Deva Arbitri: Nacu, Rucoi |
| 16 ianuarie 2015 DigiSport118:00 | Cartaș 13       | (13-13) | Brădeanu 9    | Sala Sporturilor, Deva Arbitri: Nacu, Rucoi |
| 16 ianuarie 2015 DigiSport118:00 | 2× 2×           | Cronica | 3× 3×         | Sala Sporturilor, Deva Arbitri: Nacu, Rucoi |

| 16 ianuarie 2015 DigiSport319:30 | HC Zalău          | 34 - 31 | HC Dunărea Brăila          | Sala Sporturilor, Zalău Arbitri: Pintea, Sas |
| 16 ianuarie 2015 DigiSport319:30 | Constantinescu 10 | (15-13) | Farcău, Horjea, Moldovan 8 | Sala Sporturilor, Zalău Arbitri: Pintea, Sas |
| 16 ianuarie 2015 DigiSport319:30 | 6× 4×             | Cronica | 6× 3×                      | Sala Sporturilor, Zalău Arbitri: Pintea, Sas |

| 18 ianuarie 2015 12:00 | CSU Neptun Constanța | 27 - 24 | SC Mureșul Târgu Mureș | Sala Sporturilor, Constanța Arbitri: Băducu, Voicu |
| 18 ianuarie 2015 12:00 | Enescu 11            | (14-12) | Klimek 8               | Sala Sporturilor, Constanța Arbitri: Băducu, Voicu |
| 18 ianuarie 2015 12:00 | 4×                   | Cronica | 5×                     | Sala Sporturilor, Constanța Arbitri: Băducu, Voicu |

| 18 ianuarie 2015 DigiSport12:30 | SCM Craiova | 20 - 26 | HCM Roman | Sala Polivalentă, Craiova Asistență: 1.500 Arbitri: Florescu, Stoia |
| 18 ianuarie 2015 DigiSport12:30 | Tănăsie 5   | (9-13)  | Iuganu 6  | Sala Polivalentă, Craiova Asistență: 1.500 Arbitri: Florescu, Stoia |
| 18 ianuarie 2015 DigiSport12:30 | 4×          | Cronica | 4× 2×     | Sala Polivalentă, Craiova Asistență: 1.500 Arbitri: Florescu, Stoia |

| 18 ianuarie 2015 DigiSport14:15 | „U” Alexandrion Cluj | 29 - 27 | HCM Râmnicu Vâlcea | Sala Polivalentă, Cluj Asistență: 1.500 Arbitri: Belean, Călina |
| 18 ianuarie 2015 DigiSport14:15 | Laslo 11             | (15-11) | Ilina 6            | Sala Polivalentă, Cluj Asistență: 1.500 Arbitri: Belean, Călina |
| 18 ianuarie 2015 DigiSport14:15 | 3×                   | Cronica | 2× 4×              | Sala Polivalentă, Cluj Asistență: 1.500 Arbitri: Belean, Călina |

| 18 ianuarie 2015 DigiSport20:30 | CSM Ploiești | 22 - 31 | HCM Baia Mare | Sala Sporturilor Olimpia, Ploiești Asistență: 1.000 Arbitri: Brebu, Ciobea |
| 18 ianuarie 2015 DigiSport20:30 | Șeiko 5      | (10-15) | Abbingh 6     | Sala Sporturilor Olimpia, Ploiești Asistență: 1.000 Arbitri: Brebu, Ciobea |
| 18 ianuarie 2015 DigiSport20:30 | 1×           | Cronica | 4×            | Sala Sporturilor Olimpia, Ploiești Asistență: 1.000 Arbitri: Brebu, Ciobea |

### Etapa a XVI-a
| 25 ianuarie 2015 11:00 | HC Dunărea Brăila | 35 - 26 | CSM Unirea Slobozia | Sala Polivalentă „Danubius”, Brăila Asistență: 1.000 Arbitri: Năstase, Stancu |
| 25 ianuarie 2015 11:00 | Farcău 7          | (18-13) | Carabulea 6         | Sala Polivalentă „Danubius”, Brăila Asistență: 1.000 Arbitri: Năstase, Stancu |
| 25 ianuarie 2015 11:00 | Cronica           |         |                     | Sala Polivalentă „Danubius”, Brăila Asistență: 1.000 Arbitri: Năstase, Stancu |

| 25 ianuarie 2015 DigiSport11:00 | HCM Roman | 23 - 15 | CSM Ploiești | Sala Polivalentă, Roman Asistență: 500 Arbitri: Iliescu, Manea |
| 25 ianuarie 2015 DigiSport11:00 | Iuganu 7  | (13-6)  | Roman 3      | Sala Polivalentă, Roman Asistență: 500 Arbitri: Iliescu, Manea |
| 25 ianuarie 2015 DigiSport11:00 | 4×        | Cronica | 5×           | Sala Polivalentă, Roman Asistență: 500 Arbitri: Iliescu, Manea |

| 25 ianuarie 2015 DigiSport12:30 | Corona Brașov | 33 - 25 | CSU Neptun Constanța | Sala Sporturilor Dumitru Popescu Colibași, Brașov Arbitri: Băban, Marta |
| 25 ianuarie 2015 DigiSport12:30 | Zamfir 8      | (14-15) | Enescu 8             | Sala Sporturilor Dumitru Popescu Colibași, Brașov Arbitri: Băban, Marta |
| 25 ianuarie 2015 DigiSport12:30 | Cronica       |         |                      | Sala Sporturilor Dumitru Popescu Colibași, Brașov Arbitri: Băban, Marta |

| 25 ianuarie 2015 19:00 | SC Mureșul Târgu Mureș | 24 - 26 | HC Zalău | Sala Sporturilor, Târgu Mureș Arbitri: Dima, Gheorghiu |
| 25 ianuarie 2015 19:00 | Mrkić 7                | (12-12) | Trif 6   | Sala Sporturilor, Târgu Mureș Arbitri: Dima, Gheorghiu |
| 25 ianuarie 2015 19:00 | Cronica                |         |          | Sala Sporturilor, Târgu Mureș Arbitri: Dima, Gheorghiu |

| 25 ianuarie 2015 DigiSport319:00 | HCM Baia Mare | 34 - 17 | CSM Cetate Deva    | Sala Sporturilor Lascăr Pană, Baia Mare Arbitri: Murariu, Tăbăcariu |
| 25 ianuarie 2015 DigiSport319:00 | Davîdenko 6   | (14-10) | Cartaș, Senocico 5 | Sala Sporturilor Lascăr Pană, Baia Mare Arbitri: Murariu, Tăbăcariu |
| 25 ianuarie 2015 DigiSport319:00 | 4× 2×         | Cronica | 3× 3×              | Sala Sporturilor Lascăr Pană, Baia Mare Arbitri: Murariu, Tăbăcariu |

| 25 ianuarie 2015 DigiSport20:30 | CSM București | 38 - 28 | „U” Alexandrion Cluj | Sala Apollo, București Asistență: 1.000 Arbitri: Muntean, Turdean |
| 25 ianuarie 2015 DigiSport20:30 | Torstenson 12 | (20-14) | Laslo, Popa 7        | Sala Apollo, București Asistență: 1.000 Arbitri: Muntean, Turdean |
| 25 ianuarie 2015 DigiSport20:30 | Cronica       |         |                      | Sala Apollo, București Asistență: 1.000 Arbitri: Muntean, Turdean |

| 27 ianuarie 2015 DigiSport17:00 | HCM Râmnicu Vâlcea | 27 - 26 | SCM Craiova | Sala Sporturilor Traian, Râmnicu Vâlcea Arbitri: Dordea, State |
| 27 ianuarie 2015 DigiSport17:00 | Vădineanu 10       | (12-13) | Cioaric 6   | Sala Sporturilor Traian, Râmnicu Vâlcea Arbitri: Dordea, State |
| 27 ianuarie 2015 DigiSport17:00 | 2×                 | Cronica | 5× 3×       | Sala Sporturilor Traian, Râmnicu Vâlcea Arbitri: Dordea, State |

### Etapa a XVII-a
| 29 ianuarie 2015 DigiSport15:15 | CSU Neptun Constanța | 27 - 29 | HCM Baia Mare             | Sala Sporturilor, Constanța Arbitri: Doană, Gociu |
| 29 ianuarie 2015 DigiSport15:15 | Enescu 15            | (15-15) | Buceschi, do Nascimento 6 | Sala Sporturilor, Constanța Arbitri: Doană, Gociu |
| 29 ianuarie 2015 DigiSport15:15 | 2× 3×                | Cronica | 2× 1×                     | Sala Sporturilor, Constanța Arbitri: Doană, Gociu |

| 31 ianuarie 2015 16:00 | „U” Alexandrion Cluj | 25 - 24 | HC Dunărea Brăila | Sala Polivalentă, Cluj Arbitri: Georgescu, Moldoveanu |
| 31 ianuarie 2015 16:00 | Popa 7               | (15-11) | Horjea 7          | Sala Polivalentă, Cluj Arbitri: Georgescu, Moldoveanu |
| 31 ianuarie 2015 16:00 | 1×                   | Cronica | 1×                | Sala Polivalentă, Cluj Arbitri: Georgescu, Moldoveanu |

| 1 februarie 2015 11:00 | CSM Unirea Slobozia   | 23 - 25 | HC Zalău | Sala Sporturilor, Slobozia Arbitri: Blas, Ghiorghișor |
| 1 februarie 2015 11:00 | Dăscălete, Moroianu 5 | (9-12)  |          | Sala Sporturilor, Slobozia Arbitri: Blas, Ghiorghișor |
| 1 februarie 2015 11:00 | Cronica               |         |          | Sala Sporturilor, Slobozia Arbitri: Blas, Ghiorghișor |

| 1 februarie 2015 12:00 | Corona Brașov | 40 - 17 | SC Mureșul Târgu Mureș | Sala Sporturilor, Târgu Mureș Arbitri: Babău, Roibu |
| 1 februarie 2015 12:00 | Zamfir 9      | (20-6)  | Mrkić 6                | Sala Sporturilor, Târgu Mureș Arbitri: Babău, Roibu |
| 1 februarie 2015 12:00 | 1×            | Cronica |                        | Sala Sporturilor, Târgu Mureș Arbitri: Babău, Roibu |

| 1 februarie 2015 20:00 | CSM Cetate Deva  | 28 - 23 | HCM Roman                              | Sala Sporturilor, Deva Arbitri: Badiu, Barbu |
| 1 februarie 2015 20:00 | Cartaș, Simion 6 | (14-7)  | Agrigoroaiei, Băbeanu, Druțu, Iuganu 4 | Sala Sporturilor, Deva Arbitri: Badiu, Barbu |
| 1 februarie 2015 20:00 | Cronica          |         |                                        | Sala Sporturilor, Deva Arbitri: Badiu, Barbu |

| 2 februarie 2015 DigiSport17:00 | SCM Craiova    | 15 - 22 | CSM București | Sala Polivalentă, Craiova Arbitri: Constantin, Iacob |
| 2 februarie 2015 DigiSport17:00 | Eidem, Tiron 4 | (7-11)  | Curea 5       | Sala Polivalentă, Craiova Arbitri: Constantin, Iacob |
| 2 februarie 2015 DigiSport17:00 | 3× 4×          | Cronica | 6× 2×         | Sala Polivalentă, Craiova Arbitri: Constantin, Iacob |

| 2 februarie 2015 DigiSport18:30 | CSM Ploiești | 26 - 22 | HCM Râmnicu Vâlcea | Sala Sporturilor Olimpia, Ploiești Asistență: 800 Arbitri: Băducu, Voicu |
| 2 februarie 2015 DigiSport18:30 | Chiricuță 5  | (13-11) | Ilina 6            | Sala Sporturilor Olimpia, Ploiești Asistență: 800 Arbitri: Băducu, Voicu |
| 2 februarie 2015 DigiSport18:30 | 7× 4×        | Cronica | 6× 3× 1×           | Sala Sporturilor Olimpia, Ploiești Asistență: 800 Arbitri: Băducu, Voicu |

### Etapa a XVIII-a
| 4 februarie 2015 11:00 | HCM Roman | 27 - 20 | CSU Neptun Constanța | Sala Polivalentă, Roman Arbitri: Drăgănescu, Eremia |
| 4 februarie 2015 11:00 | Băbeanu 8 | (16-8)  | Enescu 5             | Sala Polivalentă, Roman Arbitri: Drăgănescu, Eremia |
| 4 februarie 2015 11:00 | 4×        | Cronica | 3×                   | Sala Polivalentă, Roman Arbitri: Drăgănescu, Eremia |

| 7 februarie 2015 DigiSport13:15 | HC Dunărea Brăila  | 26 - 25 | SCM Craiova | Sala Polivalentă „Danubius”, Brăila Arbitri: Blas, Ghiorghișor |
| 7 februarie 2015 DigiSport13:15 | Farcău, Moldovan 9 | (14-14) | Tiron 9     | Sala Polivalentă „Danubius”, Brăila Arbitri: Blas, Ghiorghișor |
| 7 februarie 2015 DigiSport13:15 | Cronica            |         |             | Sala Polivalentă „Danubius”, Brăila Arbitri: Blas, Ghiorghișor |

| 7 februarie 2015 DigiSport15:00 | HC Zalău | 32 - 26 | „U” Alexandrion Cluj | Sala Sporturilor, Zalău Arbitri: Nacu, Rucoi |
| 7 februarie 2015 DigiSport15:00 | Rob 8    | (14-11) | Laslo 7              | Sala Sporturilor, Zalău Arbitri: Nacu, Rucoi |
| 7 februarie 2015 DigiSport15:00 | 1×       | Cronica |                      | Sala Sporturilor, Zalău Arbitri: Nacu, Rucoi |

| 8 februarie 2015 DigiSport10:00 | CSM București | 32 - 23 | CSM Ploiești | Sala Polivalentă, București Asistență: 400 Arbitri: Badiu, Barbu |
| 8 februarie 2015 DigiSport10:00 | Martín 5      | (20-12) | Roman 5      | Sala Polivalentă, București Asistență: 400 Arbitri: Badiu, Barbu |
| 8 februarie 2015 DigiSport10:00 | 1× 2×         | Cronica | 3×           | Sala Polivalentă, București Asistență: 400 Arbitri: Badiu, Barbu |

| 8 februarie 2015 DigiSport11:30 | HCM Râmnicu Vâlcea | 30 - 28 | CSM Cetate Deva | Sala Sporturilor Traian, Râmnicu Vâlcea Arbitri: Pintea, Sas |
| 8 februarie 2015 DigiSport11:30 | Ilina 13           | (19-11) | Cartaș 8        | Sala Sporturilor Traian, Râmnicu Vâlcea Arbitri: Pintea, Sas |
| 8 februarie 2015 DigiSport11:30 | 4×                 | Cronica | 5× 3×           | Sala Sporturilor Traian, Râmnicu Vâlcea Arbitri: Pintea, Sas |

| 8 februarie 2015 17:00 | SC Mureșul Târgu Mureș | 26 - 37 | CSM Unirea Slobozia | Sala Sporturilor, Târgu Mureș Arbitri: Sîrbu, Suponicov |
| 8 februarie 2015 17:00 | Mrkić 6                | (13-17) | Nica 10             | Sala Sporturilor, Târgu Mureș Arbitri: Sîrbu, Suponicov |
| 8 februarie 2015 17:00 | Cronica                |         |                     | Sala Sporturilor, Târgu Mureș Arbitri: Sîrbu, Suponicov |

| 11 februarie 2015 DigiSport18:00 | HCM Baia Mare    | 25 - 21 | Corona Brașov | Sala Sporturilor Lascăr Pană, Baia Mare Arbitri: Florescu, Stoia |
| 11 februarie 2015 DigiSport18:00 | do Nascimento 12 | (14-9)  | Zamfir 6      | Sala Sporturilor Lascăr Pană, Baia Mare Arbitri: Florescu, Stoia |
| 11 februarie 2015 DigiSport18:00 | 1×               | Cronica | 7×            | Sala Sporturilor Lascăr Pană, Baia Mare Arbitri: Florescu, Stoia |

### Etapa a XIX-a
| 12 februarie 2015 DigiSport16:45 | CSM Ploiești | 34 - 27 | HC Dunărea Brăila | Sala Sporturilor Olimpia, Ploiești Asistență: 600 Arbitri: Drăgănescu, Eremia |
| 12 februarie 2015 DigiSport16:45 | Tóth 9       | (13-10) | Perianu 8         | Sala Sporturilor Olimpia, Ploiești Asistență: 600 Arbitri: Drăgănescu, Eremia |
| 12 februarie 2015 DigiSport16:45 | 3×           | Cronica | 1× 3×             | Sala Sporturilor Olimpia, Ploiești Asistență: 600 Arbitri: Drăgănescu, Eremia |

| 14 februarie 2015 16:00 | „U” Alexandrion Cluj | 31 - 33 | CSM Unirea Slobozia         | Sala Polivalentă, Cluj Arbitri: Harabagiu, Stănescu |
| 14 februarie 2015 16:00 | Popa 8               | (16-17) | Dăscălete, Moroianu, Nica 7 | Sala Polivalentă, Cluj Arbitri: Harabagiu, Stănescu |
| 14 februarie 2015 16:00 | Cronica              |         |                             | Sala Polivalentă, Cluj Arbitri: Harabagiu, Stănescu |

| 15 februarie 2015 DigiSport14:15 | CSU Neptun Constanța | 25 - 22 | HCM Râmnicu Vâlcea | Sala Sporturilor, Constanța Arbitri: Florescu, Stoia |
| 15 februarie 2015 DigiSport14:15 | Enescu 11            | (13-8)  | Ilina, Vădineanu 9 | Sala Sporturilor, Constanța Arbitri: Florescu, Stoia |
| 15 februarie 2015 DigiSport14:15 | 3× 4×                | Cronica | 3×                 | Sala Sporturilor, Constanța Arbitri: Florescu, Stoia |

| 15 februarie 2015 17:00 | SCM Craiova | 22 - 17 | HC Zalău         | Sala Polivalentă, Craiova Arbitri: Năstase, Stancu |
| 15 februarie 2015 17:00 | Tiron 5     | (12-9)  | Constantinescu 6 | Sala Polivalentă, Craiova Arbitri: Năstase, Stancu |
| 15 februarie 2015 17:00 | Cronica     |         |                  | Sala Polivalentă, Craiova Arbitri: Năstase, Stancu |

| 16 februarie 2015 DigiSport17:15 | CSM Cetate Deva | 23 - 32 | CSM București | Sala Sporturilor, Deva Asistență: 1.200 Arbitri: Gal, Savu |
| 16 februarie 2015 DigiSport17:15 | Senocico 6      | (11-14) | Vizitiu 6     | Sala Sporturilor, Deva Asistență: 1.200 Arbitri: Gal, Savu |
| 16 februarie 2015 DigiSport17:15 | Cronica         |         |               | Sala Sporturilor, Deva Asistență: 1.200 Arbitri: Gal, Savu |

| 18 februarie 2015 17:00 | HCM Baia Mare | 37 - 20 | SC Mureșul Târgu Mureș | Sala Sporturilor Lascăr Pană, Baia Mare Arbitri: Agliceriu, Arbunea |
| 18 februarie 2015 17:00 | Nechita 11    | (19-13) | Mrkić 6                | Sala Sporturilor Lascăr Pană, Baia Mare Arbitri: Agliceriu, Arbunea |
| 18 februarie 2015 17:00 | 3×            | Cronica | 1×                     | Sala Sporturilor Lascăr Pană, Baia Mare Arbitri: Agliceriu, Arbunea |

| 18 februarie 2015 18:00 | Corona Brașov | 25 - 15 | HCM Roman | Sala Sporturilor Dumitru Popescu Colibași, Brașov Arbitri: Fânață, Hendrea |
| 18 februarie 2015 18:00 | Zamfir 8      | (11-7)  | Stoleru 6 | Sala Sporturilor Dumitru Popescu Colibași, Brașov Arbitri: Fânață, Hendrea |
| 18 februarie 2015 18:00 | Cronica       |         |           | Sala Sporturilor Dumitru Popescu Colibași, Brașov Arbitri: Fânață, Hendrea |

### Etapa a XX-a
| 22 februarie 2015 11:00 | CSM Unirea Slobozia | 28 - 30 | SCM Craiova | Sala Sporturilor, Slobozia Arbitri: Florescu, Stoia |
| 22 februarie 2015 11:00 | Nica 7              | (10-16) | Tiron 8     | Sala Sporturilor, Slobozia Arbitri: Florescu, Stoia |
| 22 februarie 2015 11:00 | Cronica             |         |             | Sala Sporturilor, Slobozia Arbitri: Florescu, Stoia |

| 22 februarie 2015 11:00 | HC Dunărea Brăila | 33 - 28 | CSM Cetate Deva | Sala Polivalentă „Danubius”, Brăila Asistență: 500 Arbitri: Dobre, Potîrniche |
| 22 februarie 2015 11:00 | Farcău 16         | (14-12) | Malac 10        | Sala Polivalentă „Danubius”, Brăila Asistență: 500 Arbitri: Dobre, Potîrniche |
| 22 februarie 2015 11:00 | 2×                | Cronica | 3×              | Sala Polivalentă „Danubius”, Brăila Asistență: 500 Arbitri: Dobre, Potîrniche |

| 22 februarie 2015 DigiSport11:00 | HCM Roman                         | 19 - 24 | HCM Baia Mare | Sala Polivalentă, Roman Arbitri: Dordea, State |
| 22 februarie 2015 DigiSport11:00 | Agrigoroaiei, Stoleru, Tošković 4 | (11-9)  | Buceschi 4    | Sala Polivalentă, Roman Arbitri: Dordea, State |
| 22 februarie 2015 DigiSport11:00 | 2×                                | Cronica | 5×            | Sala Polivalentă, Roman Arbitri: Dordea, State |

| 22 februarie 2015 11:00 | HCM Râmnicu Vâlcea | 24 - 27 | Corona Brașov | Sala Sporturilor Traian, Râmnicu Vâlcea Asistență: 800 Arbitri: Năstase, Stancu |
| 22 februarie 2015 11:00 | Vădineanu 9        | (14-13) | Zamfir 9      | Sala Sporturilor Traian, Râmnicu Vâlcea Asistență: 800 Arbitri: Năstase, Stancu |
| 22 februarie 2015 11:00 | 4×                 | Cronica | 5×            | Sala Sporturilor Traian, Râmnicu Vâlcea Asistență: 800 Arbitri: Năstase, Stancu |

| 22 februarie 2015 18:00 | SC Mureșul Târgu Mureș | 27 - 36 | „U” Alexandrion Cluj | Sala Sporturilor, Târgu Mureș Arbitri: Goană, Dociu |
| 22 februarie 2015 18:00 | Klimek 10              | (16-18) | Laslo 11             | Sala Sporturilor, Târgu Mureș Arbitri: Goană, Dociu |
| 22 februarie 2015 18:00 | 4× 1×                  | Cronica | 3×                   | Sala Sporturilor, Târgu Mureș Arbitri: Goană, Dociu |

| 23 februarie 2015 DigiSport17:00 | HC Zalău         | 22 - 20 | CSM Ploiești | Sala Sporturilor, Zalău Asistență: 400 Arbitri: Iliescu, Manea |
| 23 februarie 2015 DigiSport17:00 | Constantinescu 8 | (12-13) | Șeiko 6      | Sala Sporturilor, Zalău Asistență: 400 Arbitri: Iliescu, Manea |
| 23 februarie 2015 DigiSport17:00 | 3×               | Cronica | 4×           | Sala Sporturilor, Zalău Asistență: 400 Arbitri: Iliescu, Manea |

| 23 februarie 2015 DigiSport18:30 | CSM București       | 29 - 19 | CSU Neptun Constanța | Sala Polivalentă, București Arbitri: Băban, Marta |
| 23 februarie 2015 DigiSport18:30 | Martín, Rodrigues 6 | (14-8)  | Enescu 10            | Sala Polivalentă, București Arbitri: Băban, Marta |
| 23 februarie 2015 DigiSport18:30 | 2×                  | Cronica | 4×                   | Sala Polivalentă, București Arbitri: Băban, Marta |

### Etapa a XXI-a
| 25 februarie 2015 17:00 | HCM Baia Mare | 31 - 21 | HCM Râmnicu Vâlcea | Sala Sporturilor Lascăr Pană, Baia Mare Arbitri: Barbu, Badiu |
| 25 februarie 2015 17:00 | Buceschi 7    | (16-10) | Vădineanu 6        | Sala Sporturilor Lascăr Pană, Baia Mare Arbitri: Barbu, Badiu |
| 25 februarie 2015 17:00 | 3×            | Cronica | 1×                 | Sala Sporturilor Lascăr Pană, Baia Mare Arbitri: Barbu, Badiu |

| 27 februarie 2015 DigiSport20:00 | Corona Brașov | 22 - 23 | CSM București | Sala Sporturilor Dumitru Popescu Colibași, Brașov Asistență: 1.500 Arbitri: Georgescu, Moldoveanu |
| 27 februarie 2015 DigiSport20:00 | Chiper 5      | (10-12) | Rodrigues 6   | Sala Sporturilor Dumitru Popescu Colibași, Brașov Asistență: 1.500 Arbitri: Georgescu, Moldoveanu |
| 27 februarie 2015 DigiSport20:00 | 6× 4×         | Cronica | 4×            | Sala Sporturilor Dumitru Popescu Colibași, Brașov Asistență: 1.500 Arbitri: Georgescu, Moldoveanu |

| 28 februarie 2015 12:00 | SCM Craiova        | 26 - 29 | „U” Alexandrion Cluj | Sala Polivalentă, Turnu Severin Arbitri: Barbu, Manafu |
| 28 februarie 2015 12:00 | Cioaric, Tănăsie 5 | (12-13) | Chintoan 7           | Sala Polivalentă, Turnu Severin Arbitri: Barbu, Manafu |
| 28 februarie 2015 12:00 | 3×                 | Cronica | 5×                   | Sala Polivalentă, Turnu Severin Arbitri: Barbu, Manafu |

| 28 februarie 2015 16:00 | HCM Roman | 36 - 18 | SC Mureșul Târgu Mureș | Sala Polivalentă, Roman Arbitri: Basso, Tofan |
| 28 februarie 2015 16:00 | Iuganu 7  | (18-6)  | Klimek 7               | Sala Polivalentă, Roman Arbitri: Basso, Tofan |
| 28 februarie 2015 16:00 | 4× 1×     | Cronica | 3×                     | Sala Polivalentă, Roman Arbitri: Basso, Tofan |

| 1 martie 2015 12:00 | CSM Ploiești     | 25 - 20 | CSM Unirea Slobozia | Sala Sporturilor Olimpia, Ploiești Asistență: 500 Arbitri: Florescu, Stoia |
| 1 martie 2015 12:00 | Gherman, Șeiko 6 | (13-11) | Dăscălete 5         | Sala Sporturilor Olimpia, Ploiești Asistență: 500 Arbitri: Florescu, Stoia |
| 1 martie 2015 12:00 | 9×               | Cronica | 3×                  | Sala Sporturilor Olimpia, Ploiești Asistență: 500 Arbitri: Florescu, Stoia |

| 1 martie 2015 12:00 | CSU Neptun Constanța | 26 - 26 | HC Dunărea Brăila | Sala Sporturilor, Constanța Arbitri: Barbu, Ciurea |
| 1 martie 2015 12:00 | Enescu 8             | (10-12) | Moldovan 11       | Sala Sporturilor, Constanța Arbitri: Barbu, Ciurea |
| 1 martie 2015 12:00 | Cronica              |         |                   | Sala Sporturilor, Constanța Arbitri: Barbu, Ciurea |

| 1 martie 2015 18:00 | CSM Cetate Deva | 24 - 25 | HC Zalău | Sala Sporturilor, Deva Arbitri: Băducu, Voicu |
| 1 martie 2015 18:00 | Simion 7        | (12-11) | Pintea 6 | Sala Sporturilor, Deva Arbitri: Băducu, Voicu |
| 1 martie 2015 18:00 | Cronica         |         |          | Sala Sporturilor, Deva Arbitri: Băducu, Voicu |

### Etapa a XXII-a
| 5 martie 2015 DigiSport218:00 | CSM București | 29 - 23 | HCM Baia Mare | Sala Polivalentă, București Asistență: 5.000 Arbitri: Din, Dinu |
| 5 martie 2015 DigiSport218:00 | Rodrigues 10  | (15-12) | Abbingh 5     | Sala Polivalentă, București Asistență: 5.000 Arbitri: Din, Dinu |
| 5 martie 2015 DigiSport218:00 | 3×            | Cronica | 4× 3×         | Sala Polivalentă, București Asistență: 5.000 Arbitri: Din, Dinu |

| 6 martie 2015 17:00 | SC Mureșul Târgu Mureș | 24 - 34 | SCM Craiova | Sala Sporturilor, Târgu Mureș Asistență: 50 Arbitri: Agliceriu, Arbunea |
| 6 martie 2015 17:00 | Klimek 9               | (11-20) | Tiron 8     | Sala Sporturilor, Târgu Mureș Asistență: 50 Arbitri: Agliceriu, Arbunea |
| 6 martie 2015 17:00 | Cronica                |         |             | Sala Sporturilor, Târgu Mureș Asistență: 50 Arbitri: Agliceriu, Arbunea |

| 6 martie 2015 18:00 | „U” Alexandrion Cluj | 23 - 22 | CSM Ploiești | Sala Polivalentă, Cluj Asistență: 300 Arbitri: Năstase, Stancu |
| 6 martie 2015 18:00 | Laslo 7              | (10-13) | Șuțka 6      | Sala Polivalentă, Cluj Asistență: 300 Arbitri: Năstase, Stancu |
| 6 martie 2015 18:00 | 6×                   | Cronica | 7× 2×        | Sala Polivalentă, Cluj Asistență: 300 Arbitri: Năstase, Stancu |

| 6 martie 2015 DigiSport218:30 | HC Dunărea Brăila | 26 - 31 | Corona Brașov    | Sala Polivalentă „Danubius”, Brăila Asistență: 1.000 Arbitri: Florescu, Stoia |
| 6 martie 2015 DigiSport218:30 | Moldovan 8        | (11-15) | Chiper, Zamfir 7 | Sala Polivalentă „Danubius”, Brăila Asistență: 1.000 Arbitri: Florescu, Stoia |
| 6 martie 2015 DigiSport218:30 | 2×                | Cronica | 4× 3×            | Sala Polivalentă „Danubius”, Brăila Asistență: 1.000 Arbitri: Florescu, Stoia |

| 7 martie 2015 11:00 | HCM Râmnicu Vâlcea | 24 - 19 | HCM Roman                  | Sala Sporturilor Traian, Râmnicu Vâlcea Arbitri: Mârza, Nedelea |
| 7 martie 2015 11:00 | Bădiță 6           | (13-10) | Iuganu, Chitacu, Stoleru 4 | Sala Sporturilor Traian, Râmnicu Vâlcea Arbitri: Mârza, Nedelea |
| 7 martie 2015 11:00 | Cronica            |         |                            | Sala Sporturilor Traian, Râmnicu Vâlcea Arbitri: Mârza, Nedelea |

| 8 martie 2015 11:00 | CSM Unirea Slobozia | 28 - 29 | CSM Cetate Deva | Sala Sporturilor, Slobozia Arbitri: Blas, Ghiorghișor |
| 8 martie 2015 11:00 | Dăscălete, Nica 7   | (13-15) | Senocico 9      | Sala Sporturilor, Slobozia Arbitri: Blas, Ghiorghișor |
| 8 martie 2015 11:00 | Cronica             |         |                 | Sala Sporturilor, Slobozia Arbitri: Blas, Ghiorghișor |

| 8 martie 2015 17:30 | HC Zalău     | 20 - 13 | CSU Neptun Constanța   | Sala Sporturilor, Zalău Arbitri: Badiu, Voicu |
| 8 martie 2015 17:30 | Ciuciulete 5 | (10-7)  | Strahan, Tamaș, Toma 3 | Sala Sporturilor, Zalău Arbitri: Badiu, Voicu |
| 8 martie 2015 17:30 | Cronica      |         |                        | Sala Sporturilor, Zalău Arbitri: Badiu, Voicu |

### Etapa a XXIII-a
| 11 martie 2015 17:00 | HCM Râmnicu Vâlcea | 37 - 27 | SC Mureșul Târgu Mureș | Sala Sporturilor Traian, Râmnicu Vâlcea Asistență: 200 Arbitri: Radovici, Ristea |
| 11 martie 2015 17:00 | Luca 10            | (20-8)  | Klimek 8               | Sala Sporturilor Traian, Râmnicu Vâlcea Asistență: 200 Arbitri: Radovici, Ristea |
| 11 martie 2015 17:00 | Cronica            |         |                        | Sala Sporturilor Traian, Râmnicu Vâlcea Asistență: 200 Arbitri: Radovici, Ristea |

| 11 martie 2015 DigiSport317:00 | Corona Brașov | 26 - 24 | HC Zalău          | Sala Sporturilor Dumitru Popescu Colibași, Brașov Arbitri: Blas, Ghiorghișor |
| 11 martie 2015 DigiSport317:00 | Hotea 7       | (15-12) | Constantinescu 11 | Sala Sporturilor Dumitru Popescu Colibași, Brașov Arbitri: Blas, Ghiorghișor |
| 11 martie 2015 DigiSport317:00 | 4× 3×         | Cronica | 4× 3×             | Sala Sporturilor Dumitru Popescu Colibași, Brașov Arbitri: Blas, Ghiorghișor |

| 11 martie 2015 17:00 | CSM Ploiești | 23 - 23 | SCM Craiova | Sala Sporturilor Olimpia, Ploiești Asistență: 500 Arbitri: Nacu, Rucoi |
| 11 martie 2015 17:00 | Șuțka 5      | (12-15) | Tiron 8     | Sala Sporturilor Olimpia, Ploiești Asistență: 500 Arbitri: Nacu, Rucoi |
| 11 martie 2015 17:00 | 4×           | Cronica | 3×          | Sala Sporturilor Olimpia, Ploiești Asistență: 500 Arbitri: Nacu, Rucoi |

| 11 martie 2015 DigiSport220:00 | HCM Baia Mare | 41 - 20 | HC Dunărea Brăila | Sala Sporturilor Lascăr Pană, Baia Mare Arbitri: Mârza, Nedelea |
| 11 martie 2015 DigiSport220:00 | Makeeva 8     | (23-13) | Perianu 7         | Sala Sporturilor Lascăr Pană, Baia Mare Arbitri: Mârza, Nedelea |
| 11 martie 2015 DigiSport220:00 | 1× 3×         | Cronica | 3× 2×             | Sala Sporturilor Lascăr Pană, Baia Mare Arbitri: Mârza, Nedelea |

| 12 martie 2015 17:00 | CSU Neptun Constanța | 21 - 19 | CSM Unirea Slobozia | Sala Sporturilor, Constanța Arbitri: Florescu, Stoia |
| 12 martie 2015 17:00 | Iovănescu 6          | (11-10) | Dăscălete 7         | Sala Sporturilor, Constanța Arbitri: Florescu, Stoia |
| 12 martie 2015 17:00 | Cronica              |         |                     | Sala Sporturilor, Constanța Arbitri: Florescu, Stoia |

| 12 martie 2015 DigiSport318:00 | HCM Roman | 21 - 22 | CSM București | Sala Polivalentă, Roman Arbitri: Drăgănescu, Eremia |
| 12 martie 2015 DigiSport318:00 | Iuganu 7  | (8-10)  | Rodrigues 6   | Sala Polivalentă, Roman Arbitri: Drăgănescu, Eremia |
| 12 martie 2015 DigiSport318:00 | Cronica   |         |               | Sala Polivalentă, Roman Arbitri: Drăgănescu, Eremia |

| 12 martie 2015 18:00 | CSM Cetate Deva | 29 - 27 | „U” Alexandrion Cluj | Sala Sporturilor, Deva Asistență: 900 Arbitri: Dordea, State |
| 12 martie 2015 18:00 | Malac 11        | (18-13) | Chintoan 7           | Sala Sporturilor, Deva Asistență: 900 Arbitri: Dordea, State |
| 12 martie 2015 18:00 | Cronica         |         |                      | Sala Sporturilor, Deva Asistență: 900 Arbitri: Dordea, State |

### Etapa a XXIV-a
| 27 martie 2015 18:00 | SC Mureșul Târgu Mureș | 23 - 26 | CSM Ploiești | Sala Sporturilor, Târgu Mureș Asistență: 300 Arbitri: Dobre, Potîrniche |
| 27 martie 2015 18:00 | Klimek 12              | (13-11) | Ionescu 6    | Sala Sporturilor, Târgu Mureș Asistență: 300 Arbitri: Dobre, Potîrniche |
| 27 martie 2015 18:00 | 6×                     | Cronica | 6×           | Sala Sporturilor, Târgu Mureș Asistență: 300 Arbitri: Dobre, Potîrniche |

| 28 martie 2015 13:30 | CSM București | 34 - 21 | HCM Râmnicu Vâlcea | Sala Polivalentă, București Arbitri: Mârza, Nedelea |
| 28 martie 2015 13:30 | Torstenson 7  | (12-9)  | Ilina 6            | Sala Polivalentă, București Arbitri: Mârza, Nedelea |
| 28 martie 2015 13:30 | 2×            | Cronica | 2×                 | Sala Polivalentă, București Arbitri: Mârza, Nedelea |

| 29 martie 2015 11:00 | CSM Unirea Slobozia | 23 - 26 | Corona Brașov | Sala Sporturilor, Slobozia Arbitri: Pârvu, Stamatoiu |
| 29 martie 2015 11:00 | Dăscălete 9         | (13-13) | Tudor 7       | Sala Sporturilor, Slobozia Arbitri: Pârvu, Stamatoiu |
| 29 martie 2015 11:00 | Cronica             |         |               | Sala Sporturilor, Slobozia Arbitri: Pârvu, Stamatoiu |

| 29 martie 2015 11:00 | HC Dunărea Brăila | 22 - 24 | HCM Roman | Sala Polivalentă „Danubius”, Brăila Arbitri: Iliescu, Manea |
| 29 martie 2015 11:00 | Iuganu 8          | (12-10) | Horjea 8  | Sala Polivalentă „Danubius”, Brăila Arbitri: Iliescu, Manea |
| 29 martie 2015 11:00 | 4×                | Cronica | 2×        | Sala Polivalentă „Danubius”, Brăila Arbitri: Iliescu, Manea |

| 29 martie 2015 DigiSport115:30 | HC Zalău         | 25 - 39 | HCM Baia Mare   | Sala Sporturilor, Zalău Arbitri: Florescu, Stoia |
| 29 martie 2015 DigiSport115:30 | Constantinescu 8 | (11-22) | do Nascimento 9 | Sala Sporturilor, Zalău Arbitri: Florescu, Stoia |
| 29 martie 2015 DigiSport115:30 | 1×               | Cronica | 7×              | Sala Sporturilor, Zalău Arbitri: Florescu, Stoia |

| 29 martie 2015 17:00 | SCM Craiova | 23 - 19 | CSM Cetate Deva | Sala Polivalentă, Craiova Arbitri: Năstase, Stancu |
| 29 martie 2015 17:00 | Eidem 6     | (17-8)  | Malac 7         | Sala Polivalentă, Craiova Arbitri: Năstase, Stancu |
| 29 martie 2015 17:00 | 7×          | Cronica | 6×              | Sala Polivalentă, Craiova Arbitri: Năstase, Stancu |

| 29 martie 2015 18:00 | „U” Alexandrion Cluj | 23 - 21 | CSU Neptun Constanța | Sala Polivalentă, Cluj Arbitri: Blas, Ghiorghișor |
| 29 martie 2015 18:00 | Chintoan 9           | (13-11) | Enescu 5             | Sala Polivalentă, Cluj Arbitri: Blas, Ghiorghișor |
| 29 martie 2015 18:00 | 2×                   | Cronica | 4×                   | Sala Polivalentă, Cluj Arbitri: Blas, Ghiorghișor |

### Etapa a XXV-a
| 2 aprilie 2015 17:00 | CSM București | 42 - 22 | SC Mureșul Târgu Mureș | Sala Polivalentă, București Arbitri: Cruceru, Rădulescu |
| 2 aprilie 2015 17:00 | Vărzaru 8     | (22-9)  | Klimek 12              | Sala Polivalentă, București Arbitri: Cruceru, Rădulescu |
| 2 aprilie 2015 17:00 | 5×            | Cronica | 4×                     | Sala Polivalentă, București Arbitri: Cruceru, Rădulescu |

| 3 aprilie 2015 DigiSport17:15 | HCM Râmnicu Vâlcea          | 23 - 24 | HC Dunărea Brăila | Sala Sporturilor Traian, Râmnicu Vâlcea Arbitri: Florescu, Stoia |
| 3 aprilie 2015 DigiSport17:15 | Adespii Molnar, Vădineanu 5 | (9-12)  | Moldovan 10       | Sala Sporturilor Traian, Râmnicu Vâlcea Arbitri: Florescu, Stoia |
| 3 aprilie 2015 DigiSport17:15 |                             | Cronica | 5×                | Sala Sporturilor Traian, Râmnicu Vâlcea Arbitri: Florescu, Stoia |

| 4 aprilie 2015 12:00 | CSU Neptun Constanța | 24 - 27 | SCM Craiova | Sala Sporturilor, Constanța Arbitri: Nacu, Rucoi |
| 4 aprilie 2015 12:00 | Stoian 7             | (12-15) | Tiron 7     | Sala Sporturilor, Constanța Arbitri: Nacu, Rucoi |
| 4 aprilie 2015 12:00 | Cronica              |         |             | Sala Sporturilor, Constanța Arbitri: Nacu, Rucoi |

| 5 aprilie 2015 11:00 | HCM Roman | 21 - 19 | HC Zalău | Sala Polivalentă, Roman Arbitri: Fînață, Hendrea |
| 5 aprilie 2015 11:00 | Iuganu 5  | (11-6)  | Pintea 7 | Sala Polivalentă, Roman Arbitri: Fînață, Hendrea |
| 5 aprilie 2015 11:00 | 12× 1×    | Cronica | 8×       | Sala Polivalentă, Roman Arbitri: Fînață, Hendrea |

| 5 aprilie 2015 18:00 | Corona Brașov | 40 - 26 | „U” Alexandrion Cluj | Sala Sporturilor Dumitru Popescu Colibași, Brașov Asistență: 800 Arbitri: Cristea, Hagiu |
| 5 aprilie 2015 18:00 | Zamfir 10     | (18-12) | Biriș 6              | Sala Sporturilor Dumitru Popescu Colibași, Brașov Asistență: 800 Arbitri: Cristea, Hagiu |
| 5 aprilie 2015 18:00 | Cronica       |         |                      | Sala Sporturilor Dumitru Popescu Colibași, Brașov Asistență: 800 Arbitri: Cristea, Hagiu |

| 5 aprilie 2015 18:00 | CSM Cetate Deva | 20 - 23 | CSM Ploiești | Sala Sporturilor, Deva Arbitri: Sîrbu, Suponicov |
| 5 aprilie 2015 18:00 | Malac 5         | (11-14) | Vlaškalić 6  | Sala Sporturilor, Deva Arbitri: Sîrbu, Suponicov |
| 5 aprilie 2015 18:00 | Cronica         |         |              | Sala Sporturilor, Deva Arbitri: Sîrbu, Suponicov |

| 16 aprilie 2015 18:00 | HCM Baia Mare   | 30 - 20 | CSM Unirea Slobozia | Sala Sporturilor Lascăr Pană, Baia Mare Arbitri: Dordea, State |
| 16 aprilie 2015 18:00 | Ardean-Elisei 6 | (16-8)  | Dăscălete 11        | Sala Sporturilor Lascăr Pană, Baia Mare Arbitri: Dordea, State |
| 16 aprilie 2015 18:00 | 3×              | Cronica |                     | Sala Sporturilor Lascăr Pană, Baia Mare Arbitri: Dordea, State |

### Etapa a XXVI-a
| 21 aprilie 2015 11:30 | HC Zalău          | 34 - 25 | HCM Râmnicu Vâlcea | Sala Sporturilor, Zalău Arbitri: Drăgănescu, Eremia |
| 21 aprilie 2015 11:30 | Constantinescu 12 | (15-12) | Luca 5             | Sala Sporturilor, Zalău Arbitri: Drăgănescu, Eremia |
| 21 aprilie 2015 11:30 | Cronica           |         |                    | Sala Sporturilor, Zalău Arbitri: Drăgănescu, Eremia |

| 21 aprilie 2015 12:00 | CSM Unirea Slobozia | 25 - 29 | HCM Roman | Sala Sporturilor, Slobozia Arbitri: Muntean, Turdean |
| 21 aprilie 2015 12:00 | Dăscălete 9         | (17-12) | Băbeanu 9 | Sala Sporturilor, Slobozia Arbitri: Muntean, Turdean |
| 21 aprilie 2015 12:00 | Cronica             |         |           | Sala Sporturilor, Slobozia Arbitri: Muntean, Turdean |

| 21 aprilie 2015 17:00 | CSM Ploiești    | 30 - 25 | CSU Neptun Constanța | Sala Sporturilor Olimpia, Ploiești Asistență: 400 Arbitri: Marta, Băban |
| 21 aprilie 2015 17:00 | Burtea Șuțka 11 | (15-13) | Enescu 8             | Sala Sporturilor Olimpia, Ploiești Asistență: 400 Arbitri: Marta, Băban |
| 21 aprilie 2015 17:00 | 5× 3×           | Cronica | 3× 2×                | Sala Sporturilor Olimpia, Ploiești Asistență: 400 Arbitri: Marta, Băban |

| 21 aprilie 2015 17:00 | SCM Craiova | 28 - 27 | Corona Brașov | Sala Polivalentă, Craiova Arbitri: Stoia, Florescu |
| 21 aprilie 2015 17:00 | Tiron 10    | (19-16) | Brădeanu 6    | Sala Polivalentă, Craiova Arbitri: Stoia, Florescu |
| 21 aprilie 2015 17:00 | 3×          | Cronica | 3×            | Sala Polivalentă, Craiova Arbitri: Stoia, Florescu |

| 21 aprilie 2015 18:00 | SC Mureșul Târgu Mureș | 24 - 31 | CSM Cetate Deva | Sala Sporturilor, Târgu Mureș Arbitri: Vlad, Velișca |
| 21 aprilie 2015 18:00 | Klimek 12              | (11-14) | Krnić 6         | Sala Sporturilor, Târgu Mureș Arbitri: Vlad, Velișca |
| 21 aprilie 2015 18:00 | 2×                     | Cronica | 5×              | Sala Sporturilor, Târgu Mureș Arbitri: Vlad, Velișca |

| 21 aprilie 2015 18:00 | „U” Alexandrion Cluj | 27 - 38 | HCM Baia Mare | Sala Polivalentă, Cluj Asistență: 800 Arbitri: Constantin, Iacob |
| 21 aprilie 2015 18:00 | Popa 8               | (11-18) | Nechita 7     | Sala Polivalentă, Cluj Asistență: 800 Arbitri: Constantin, Iacob |
| 21 aprilie 2015 18:00 | 1×                   | Cronica | 4×            | Sala Polivalentă, Cluj Asistență: 800 Arbitri: Constantin, Iacob |

| 21 aprilie 2015 18:00 | HC Dunărea Brăila | 24 - 36 | CSM București | Sala Polivalentă „Danubius”, Brăila Arbitri: Gorina, Melencu |
| 21 aprilie 2015 18:00 | Horjea 7          | (15-16) | Martín 9      | Sala Polivalentă „Danubius”, Brăila Arbitri: Gorina, Melencu |
| 21 aprilie 2015 18:00 | 4×                | Cronica | 1×            | Sala Polivalentă „Danubius”, Brăila Arbitri: Gorina, Melencu |

### Clasamentul la sfârșitul sezonului regulat
|  | Echipe calificate în Play-off |

Actualizat pe data de 23 aprilie 2015
| Poz. | Echipa                 | J  | V  | E | Î  | GM  | GP  | DG    | P  | Play-off / Play-out |
| ---- | ---------------------- | -- | -- | - | -- | --- | --- | ----- | -- | ------------------- |
| 1    | HCM Baia Mare          | 26 | 24 | 0 | 2  | 818 | 574 | + 244 | 72 | Play-off            |
| 2    | CSM București1)        | 26 | 24 | 0 | 2  | 771 | 553 | + 218 | 71 | Play-off            |
| 3    | Corona Brașov          | 26 | 19 | 3 | 4  | 741 | 587 | + 154 | 60 | Play-off            |
| 4    | SCM Craiova            | 26 | 17 | 1 | 8  | 609 | 580 | + 29  | 52 | Play-off            |
| 5    | HCM Roman              | 26 | 15 | 2 | 9  | 613 | 590 | + 23  | 47 | Play-off            |
| 6    | HC Zalău               | 26 | 13 | 1 | 12 | 646 | 654 | - 8   | 40 | Play-off            |
| 7    | HC Dunărea Brăila      | 26 | 12 | 1 | 13 | 702 | 719 | - 17  | 37 | Play-off            |
| 8    | CSM Ploiești           | 26 | 12 | 1 | 13 | 612 | 640 | - 28  | 37 | Play-off            |
| 9    | HCM Râmnicu Vâlcea     | 26 | 9  | 2 | 15 | 652 | 704 | - 52  | 29 |                     |
| 10   | CSM Cetate Deva        | 26 | 8  | 3 | 15 | 663 | 727 | - 65  | 27 |                     |
| 11   | „U” Alexandrion Cluj   | 26 | 8  | 2 | 16 | 708 | 794 | - 86  | 26 |                     |
| 12   | Neptun Constanța       | 26 | 6  | 2 | 18 | 604 | 687 | - 83  | 20 |                     |
| 13   | CSM Unirea Slobozia    | 26 | 6  | 0 | 20 | 628 | 719 | - 91  | 18 |                     |
| 14   | SC Mureșul Târgu Mureș | 26 | 0  | 0 | 26 | 588 | 827 | - 238 | 0  |                     |

1 Deși CSM București a învins pe teren SCM Craiova, scor 28-16 (13-8), clubul bucureștean a fost penalizat de FRH pentru lipsa ecusoanelor oficiale ale antrenorilor prin pierderea meciului la „masa verde” cu 0-10 și scăderea unui punct din clasament.

## Play-Off și Play-Out
Sezonul 2014-2015 al Ligii Naționale de handbal feminin este al doilea în care Federația Română de Handbal a introdus un format final de tip Play-Off și Play-Out. La finalul sezonului regulat, echipele participante vor fi împărțite în două serii valorice, în funcție de locurile ocupate în clasament. Prima serie, alcătuită din formațiile clasate pe locurile 1-8 la sfârșitul sezonului regulat, va disputa meciurile în sistem Play-Off. A doua serie, alcătuită din formațiile clasate pe locurile 9-14 la sfârșitul sezonului regulat, va disputa meciurile în sistem Play-Out.

### Play-Off

#### Faza I (sferturile de finală)
| Echipa 1          | Echipa a 2-a  | Manșa 1 | Manșa a 2-a | Manșa a 3-a         |
| ----------------- | ------------- | ------- | ----------- | ------------------- |
| CSM Ploiești      | HCM Baia Mare | 20 - 31 | 24 - 40     | Nu s-a mai disputat |
| HC Dunărea Brăila | CSM București | 20 - 28 | 26 - 29     | Nu s-a mai disputat |
| HC Zalău          | Corona Brașov | 23 - 19 | 18 - 30     | 24 - 27             |
| HCM Roman         | SCM Craiova   | 27 - 21 | 22 - 20     | Nu s-a mai disputat |

#### Faza a II-a (semifinalele)
| Echipa 1      | Echipa a 2-a      | Manșa 1         | Manșa a 2-a | Manșa a 3-a         |
| ------------- | ----------------- | --------------- | ----------- | ------------------- |
| HCM Roman     | HCM Baia Mare     | 20 - 25         | 21 - 33     | Nu s-a mai disputat |
| Corona Brașov | CSM București     | 26 - 28 (24-24) | 20 - 27     | Nu s-a mai disputat |
| SCM Craiova   | CSM Ploiești      | 26 - 20         | 23 - 17     | Nu s-a mai disputat |
| HC Zalău      | HC Dunărea Brăila | 23 - 25         | 21 - 22     | Nu s-a mai disputat |

#### Faza a III-a (finala și meciurile pentru locurile 3-8)
| Echipa 1      | Echipa a 2-a      | Manșa 1 | Manșa a 2-a | Manșa a 3-a         |
| ------------- | ----------------- | ------- | ----------- | ------------------- |
| HCM Baia Mare | CSM București     | 22 - 23 | 17 - 20     | Nu s-a mai disputat |
| HCM Roman     | Corona Brașov     | 22 - 24 | 25 - 26     | Nu s-a mai disputat |
| SCM Craiova   | HC Dunărea Brăila | 29 - 32 | 26 - 24     | 26 - 23             |
| CSM Ploiești  | HC Zalău          | 26 - 30 | 19 - 37     | Nu s-a mai disputat |

### Play-Out
|                  | HCM Rm. Vâlcea | Cetate Deva | „U” Cluj | Neptun Constanța | CSM Slobozia | SC Târgu Mureș |
| ---------------- | -------------- | ----------- | -------- | ---------------- | ------------ | -------------- |
| HCM Rm. Vâlcea   | –              | 35 - 29     | 29 - 26  | 24 - 22          | 23 - 23      | 33 - 23        |
| Cetate Deva      | 24 - 26        | –           | 35 - 34  | 29 - 25          | 20 - 20      | 37 - 24        |
| „U” Cluj         | 28 - 27        | 28 - 22     | –        | 35 - 28          | 31 - 24      | 26 - 23        |
| Neptun Constanța | 25 - 25        | 30 - 26     | 28 - 22  | –                | 23 - 14      | 38 - 23        |
| CSM Slobozia     | 24 - 21        | 26 - 18     | 26 - 31  | 26 - 20          | –            | 24 - 15        |
| SC Târgu Mureș   | 25 - 31        | 26 - 32     | 22 - 25  | 22 - 31          | 20 - 29      | –              |

## Promovare și retrogradare
În ediția 2014-2015, Liga Națională a revenit la formatul cu 14 echipe. Conform regulamentului publicat de FRH, echipele care au retrogradat în Divizia A s-au decis la sfârșitul fazei Play-Out. Astfel, echipele care au terminat în Play-Out pe primele două locuri s-au salvat de la retrogradare, echipele care au terminat pe ultimele două locuri (5 și 6) au retrogradat direct, iar echipele clasate pe locurile 3 și 4 au disputat un turneu de baraj împreună cu formațiile care au terminat sezonul pe locurile 2 și 3 în cele două serii ale Diviziei A. La capătul turneului de baraj, primele două echipe clasate au rămas sau, după caz, au promovat în Liga Națională.
Ca și în edițiile anterioare, echipele clasate pe locul 1 în cele două serii ale Diviziei A au promovat direct în Liga Națională. Aceste echipe sunt CS Rapid București, câștigătoare a seriei A, respectiv HC Alba Sebeș, câștigătoare a seriei B.
Conform clasamentului final al Diviziei A, la turneul de baraj au luat parte CSU Știința București (locul 2 în seria A), CS HM Buzău (locul 3 în seria A), CS Măgura Cisnădie (locul 2 în seria B) și CSM Slatina (locul 4 în seria B). Național Râmnicu Vâlcea, clasată pe locul 3 în seria B, nu a avut drept de promovare în Liga Națională, locul ei fiind luat la turneul de baraj de următoarea clasată, CSM Slatina. Echipele au fost distribuite în două grupe de câte trei și au jucat fiecare câte un meci împotriva celorlalte două. În urma turneului, CSM Unirea Slobozia a rămas în Liga Națională, CS Măgura Cisnădie a promovat, iar CSM Cetate Deva a retrogradat în Divizia A.
|  | Echipe promovate/rămase în Liga Națională |
|  | Echipe retrogradate/rămase în Divizia A   |

### Grupa I
| Poz. | Echipa                | J | V | E | Î | GM | GP | DG   | P |
| ---- | --------------------- | - | - | - | - | -- | -- | ---- | - |
| 1    | CSM Unirea Slobozia   | 2 | 2 | 0 | 0 | 61 | 51 | + 10 | 6 |
| 2    | CSU Știința București | 2 | 1 | 0 | 1 | 54 | 44 | + 10 | 3 |
| 3    | CSM Slatina           | 1 | 0 | 0 | 2 | 50 | 70 | - 20 | 0 |

### Grupa a II-a
| Poz. | Echipa             | J | V | E | Î | GM | GP | DG   | P |
| ---- | ------------------ | - | - | - | - | -- | -- | ---- | - |
| 1    | CS Măgura Cisnădie | 2 | 2 | 0 | 0 | 60 | 51 | + 9  | 6 |
| 2    | CSM Cetate Deva    | 2 | 1 | 0 | 1 | 62 | 54 | + 8  | 3 |
| 3    | CS HM Buzău        | 2 | 0 | 0 | 2 | 59 | 76 | - 17 | 0 |

#### Astfel, la sfârșitul sezonului 2014-2015:
- CSM Unirea Slobozia a rămas în Liga Națională;
- CS Rapid București, HC Alba Sebeș și CS Măgura Cisnădie au promovat în Liga Națională;
- CSU Neptun Constanța, SC Mureșul Târgu Mureș și CSM Cetate Devatrans Deva au retrogradat în Divizia A;

## Clasamentul marcatoarelor
| Poz. | Nume                       | Echipă               | Goluri |
| ---- | -------------------------- | -------------------- | ------ |
| 1    | Andreea Enescu (ROU)       | Neptun Constanța     | 203    |
| 2    | Ada Moldovan (ROU)         | HC Dunărea Brăila    | 167    |
| 3    | Sabine Klimek (ROU)        | Mureșul Târgu Mureș  | 166    |
| 4    | Mihaela Ani-Senocico (ROU) | CSM Cetate Deva      | 158    |
| 5    | Cristina Zamfir (ROU)      | Corona Brașov        | 152    |
| 6    | Alina Horjea (ROU)         | HC Dunărea Brăila    | 143    |
| 7    | Maria Constantinescu (ROU) | HC Zalău             | 138    |
| 8    | Carmen Cartaș (ROU)        | CSM Cetate Deva      | 134    |
| 8    | Cristina Laslo (ROU)       | „U” Alexandrion Cluj | 134    |
| 10   | Florina Chintoan (ROU)     | „U” Alexandrion Cluj | 132    |
| 11   | Ana Paula Rodrigues (BRA)  | CSM București        | 131    |
| 12   | Linnea Torstenson (SWE)    | CSM București        | 123    |
| 13   | Ana Maria Simion (ROU)     | CSM Cetate Deva      | 122    |
| 14   | Raluca Dăscălete (ROU)     | CSM Unirea Slobozia  | 115    |
| 14   | Janina Luca (ROU)          | HCM Râmnicu Vâlcea   | 115    |
| 16   | Daria Ilina (RUS)          | HCM Râmnicu Vâlcea   | 113    |
| 17   | Cristiana Nica (ROU) [x]   | CSM Unirea Slobozia  | 107    |
| 17   | Gabriela Perianu (ROU)     | HC Dunărea Brăila    | 107    |
| 17   | Clara Vădineanu (ROU)      | HCM Râmnicu Vâlcea   | 107    |
| 20   | Ramona Farcău (ROU)        | HC Dunărea Brăila    | 106    |

| Poz. | Nume                           | Echipă               | Goluri |
| ---- | ------------------------------ | -------------------- | ------ |
| 1    | Andreea Enescu (ROU)           | Neptun Constanța     | 264    |
| 2    | Sabine Klimek (ROU)            | Mureșul Târgu Mureș  | 213    |
| 3    | Ada Moldovan (ROU)             | HC Dunărea Brăila    | 204    |
| 4    | Mihaela Ani-Senocico (ROU) [x] | CSM Cetate Deva      | 202    |
| 5    | Cristina Zamfir (ROU)          | Corona Brașov        | 193    |
| 6    | Maria Constantinescu (ROU)     | HC Zalău             | 192    |
| 7    | Florina Chintoan (ROU)         | „U” Alexandrion Cluj | 188    |
| 8    | Alina Horjea (ROU)             | HC Dunărea Brăila    | 185    |
| 9    | Cristina Laslo (ROU)           | „U” Alexandrion Cluj | 176    |
| 10   | Carmen Cartaș (ROU) [x]        | CSM Cetate Deva      | 171    |
| 11   | Ana Maria Simion (ROU) [x]     | CSM Cetate Deva      | 170    |
| 12   | Daria Ilina (RUS)              | HCM Râmnicu Vâlcea   | 169    |
| 13   | Ana Paula Rodrigues (BRA)      | CSM București        | 162    |
| 14   | Janina Luca (ROU) [x]          | HCM Râmnicu Vâlcea   | 156    |
| 15   | Linnea Torstenson (SWE)        | CSM București        | 147    |
| 16   | Laura Popa (ROU)               | „U” Alexandrion Cluj | 145    |
| 17   | Raluca Dăscălete (ROU) [x]     | CSM Unirea Slobozia  | 144    |
| 18   | Gabriela Perianu (ROU)         | HC Dunărea Brăila    | 138    |
| 19   | Cristiana Nica (ROU) [x]       | CSM Unirea Slobozia  | 135    |
| 20   | Clara Vădineanu (ROU) [x]      | HCM Râmnicu Vâlcea   | 134    |